# 無職転生 〜異世界行ったら本気だす〜 (アニメ)
『無職転生 〜異世界行ったら本気だす〜』（むしょくてんせい いせかいいったらほんきだす）は、理不尽な孫の手による同名のライトノベル作品を原作としたテレビアニメシリーズ。2021年1月から2024年7月にかけてTOKYO MXほかにて第1期と第2期が放送され、第3期が2026年より放送予定。
無職の男が剣と魔法の世界に転生し、前世の後悔を胸に新たな人生を本気で生きていく姿が描かれる。主人公・ルーデウスの性的描写などは賛否を呼んだ一方で、ハイクオリティな映像美などは高く評価されている。クランチロール・アニメアワードでは2年連続で最優秀アニメーション賞にノミネートされた。
原作は小説投稿サイト「小説家になろう」にて投稿されていた作品であり、長期にわたり同サイト累計ランキングの1位を維持していたことから、同サイトの代表作の一つとされている。本作の制作にあたり、プロジェクトを長期的かつ計画的に進めていけるよう「スタジオバインド」が新たに設立された。スタジオバインドはシリーズを通して制作を担当している。

## あらすじ
3人の高校生を助けようとしてトラックにはねられた引きこもりの無職の男は、元冒険者のグレイラット夫婦の息子ルーデウス・グレイラットとして、前世の記憶を持ったまま転生する。
言葉を覚え、自身が剣と魔法の存在する異世界に転生したことを理解したルーデウスは、人知れず魔術の練習を重ねてゆく。その後、魔術の家庭教師ロキシー・ミグルディアの指導を受けたルーデウスは、魔法使いとして天賦の才を見せるようになる。
愛情を注いでくれる両親たちや、ロキシーとの生活を幸せに思ったルーデウスは、この世界で本気で生きていくことを誓う。

## 登場人物
ルーデウス・グレイラット
声 - 内山夕実、杉田智和（前世）
本作の主人公。前世では20年近く引き籠もっていたが家を追い出された際にトラックに轢かれ死亡、そしてフィットア領のブエナ村を治めるグレイラット家の長男として転生した。前世での後悔からこの世界では真面目に生きていくと決意している。普段は素直で真面目に振る舞っているが、根は好色なお調子者である。

ロキシー・ミグルディア
声 - 小原好美
本作のヒロインの一人。長命な魔族「ミグルド族」の魔術師で、見た目は14歳ほどの少女だが成人している。ルーデウスの魔法の教師として招かれ、ルーデウスからは師匠として慕われている。

エリス・ボレアス・グレイラット
声 - 加隈亜衣
本作のヒロインの一人。フィットア領を治めるボレアス家の令嬢。家庭教師を務めるルーデウスの生徒。想像を絶する凶暴な性格の持ち主だが、根は真面目である。

シルフィエット
声 - 茅野愛衣
本作のヒロインの一人。愛称は「シルフィ」。ブエナ村に住む長耳族（エルフ）のクォーター。凶暴と恐れられる「スペルド族」に似た緑色の髪が原因でいじめられているところをルーデウスに助けられ、友達となる。当初、ルーデウスからは男の子だと勘違いされていた。転移事件以降は「フィッツ」と名前を変え、アリエルの守護術師となる。

パウロ・グレイラット
声 - 森川智之
ルーデウスの父。優秀な剣士であるが、女関係はだらしなくカッとしやすい一面がある。結婚する以前は、冒険者パーティー「黒狼の牙」で活躍していた。

ゼニス・グレイラット
声 - 金元寿子
ルーデウスの母。治癒魔術を得意としており、子煩悩で明るい性格の持ち主。結婚する以前は、冒険者パーティー「黒狼の牙」で活躍していた。

リーリャ
声 - Lynn
グレイラット家に雇われているメイド。口数は多くないが優しく思慮深い性格で、子供らしくない振る舞いのルーデウスを不気味がっている。

ノルン・グレイラット
声 - 会沢紗弥
パウロとゼニスの間に生まれたグレイラット家の長女。ルーデウスの実妹であり、アイシャとは異母姉妹の関係にある。

アイシャ・グレイラット
声 - 高田憂希
パウロとリーリャの間に生まれたグレイラット家の次女。ルーデウスの異母妹であり、ノルンとは異母姉妹の関係にある。

ギレーヌ・デドルディア
声 - 豊口めぐみ
ボレアス家に仕える獣族の剣士で、「黒狼の牙」の元メンバーの一人。エリスとルーデウスの剣の師匠だが算術や読み書きは不得意。

エリナリーゼ・ドラゴンロード
声 - 田中理恵
長耳族（エルフ）の戦士で、「黒狼の牙」の元メンバーの一人。男好きで多情。定期的に男と交わらなければならない呪いをもつ。

タルハンド
声 - 大塚芳忠
炭鉱族（ドワーフ）の魔術師で、「黒狼の牙」の元メンバーの一人。エリナリーゼとは顔を合わせるたびに憎まれ口を叩いているが、仲は良い。

ギース・ヌーカディア
声 - 上田燿司
「黒狼の牙」の元メンバーの一人。ルーデウスが獣族に捕らえられた際、同じ牢屋に入れられ知り合いとなる。

ルイジェルド・スペルディア
声 - 浪川大輔
「デッドエンド」の異名を持つスペルド族の戦士。寡黙で頑固な性格の持ち主で、悪人には厳しいが、子供には優しく、転移事件に巻き込まれたエリスとルーデウスを保護する。

アリエル・アネモイ・アスラ
声 - 上田麗奈
アスラ王国の第二王女。権力闘争から逃れるためラノア魔法大学に留学し、生徒会長を務めている。

ルーク・ノトス・グレイラット
声 - 興津和幸
幼少期からアリエルとともに育ち、現在は彼女の護衛を務めている。ルーデウスとは従兄弟の関係。

ザノバ・シーローン
声 - 鶴岡聡
シーローン王国の第三王子。ルーデウスの制作したロキシー人形に感銘を受け、ルーデウスを師と仰いでいる。追放同然の形でラノア魔法大学に特別生として留学させられ、ルーデウスの級友となる。

クリフ・グリモル
声 - 逢坂良太
ラノア魔法大学の特別生で、ルーデウスの級友。ミリス神聖国の出身で、「天才魔術師」を自称している。

リニアーナ・デドルディア
声 - ファイルーズあい
ラノア魔法大学の特別生で、ルーデウスの級友。獣族「ドルディア族」の王族の血筋で、ギレーヌの姪にあたる。衝動的で喧嘩が強く、ラノア魔法大学で幅を利かせている。プルセナとは幼馴染であり、一緒に行動している。

プルセナ・アドルディア
声 - 田中美海
ラノア魔法大学の特別生で、ルーデウスの級友。獣族「ドルディア族」の王族の血筋。穏やかそうに見えるが負けん気の強い性格。リニアーナとは幼馴染であり、一緒に行動している。

バーディガーディ
声 - 楠大典
魔大陸のビエゴヤ地方を統べる魔王であり、キシリカの婚約者でもある。キシリカからルーデウスのことを聞きつけ、ラノア魔法大学を訪れる。

ジュリエット
声 - 諸星すみれ
ルーデウスたちが奴隷市場で購入した炭鉱族の少女。怪力により人形作りができないザノバに代わって、手先の作業を行う。

ナナホシ
声 - 若山詩音
ラノア魔法大学の特別生であり、召喚魔術の研究を行っている。以前はオルステッドと行動を共にしており、ルーデウスと遭遇したことがある。

キシリカ・キシリス
声 - 井口裕香
体内に12個の魔眼を持つ魔界大帝。他人の目を魔眼に変える能力を持つ。空腹で倒れていたところをルーデウスに助けられる。

オルステッド
声 - 津田健次郎
世界最強と言われる「七大列強」の一人で、序列は二番目。この世のあらゆる生物に嫌悪、恐怖される呪いを持つ。

ヒトガミ
声 - くじら
自身を神と名乗る謎の存在。時折ルーデウスの夢に現れ、予言を授ける。

## 沿革
2019年3月15日 - アニメ化企画が進行中であることが発表される。
2019年10月18日 - ティザービジュアルとティザーPV、およびメインスタッフが発表され、放送開始時期が2020年と予告される。
2020年6月19日 - 新ビジュアルおよびメインキャストと共に、放送開始時期が2021年に延期したことが発表される。
2020年12月06日 - 同日に配信された特番にて放送開始時期が2021年1月と発表される。
2020年12月27日 - 同日に配信された特番にて第1期が分割2クールで放送されることが発表される。
2021年1月から3月 - 第1期第1クールが放送される。
2021年5月19日 - 第1期第2クールの放送開始時期が2021年7月から2021年10月に延期されたことが発表される。
2021年10月から12月 - 第1期第2クールが放送される。
2022年3月6日 - 第1期番外編の先行上映会にて第2期の制作が発表される
2022年7月4日 - アメリカ・ロサンゼルスで行われたAnimeExpo2022にて第2期のティザーPVが上映され、第2期の放送開始時期が2023年であると発表される。
2023年3月26日 - 東京ビッグサイトで行われたAnimeJapan2023にて第2期の放送開始時期が2023年7月であると発表される。また、第2期のメインスタッフも併せて発表される。
2023年7月から9月 - 第2期第1クールが放送される。
2023年7月7日 - 第2期が分割2クールで放送されること、そして第2クールの放送開始時期が2024年4月であることが発表される。
2024年4月から7月 - 第2期第2クールが放送される。
2024年7月1日 - 第3期の制作が発表される。
2025年7月6日 - 第3期が2026年より放送されることが発表される。

## スタッフ
|                                   | 第1期                                             | 第1期                                             | 第2期                                             | 第2期                                             | 第3期                   |
| 第1クール                         | 第2クール                                         | 第1クール                                         | 第2クール                                         |                                                   | 第3期                   |
| --------------------------------- | ------------------------------------------------- | ------------------------------------------------- | ------------------------------------------------- | ------------------------------------------------- | ----------------------- |
| 原作                              | 理不尽な孫の手                                    | 理不尽な孫の手                                    | 理不尽な孫の手                                    | 理不尽な孫の手                                    | 理不尽な孫の手          |
| キャラクター原案                  | シロタカ                                          | シロタカ                                          | シロタカ                                          | シロタカ                                          | シロタカ                |
| 原作企画                          | フロンティアワークス                              | フロンティアワークス                              | フロンティアワークス                              | フロンティアワークス                              | フロンティアワークス    |
| 監督                              | 岡本学                                            | 岡本学                                            | 平野宏樹                                          | 渋谷亮介                                          | 渋谷亮介                |
| 助監督                            | 平野宏樹                                          | 平野宏樹                                          | N/A                                               | N/A                                               | 未公表                  |
| シリーズ構成                      | 岡本学                                            | 岡本学                                            | 大野敏哉                                          | 大野敏哉                                          | 未公表                  |
| キャラクターデザイン              | 杉山和隆                                          | 杉山和隆                                          | 嶋田真恵                                          | 嶋田真恵                                          | 嶋田真恵                |
| キャラクターデザイン              | N/A                                               | 髙橋瑞紀                                          | 齊藤佳子                                          | 齊藤佳子                                          | 古川良太                |
| サブキャラクターデザイン          | 齊藤佳子                                          | 齊藤佳子                                          | N/A                                               | 西野佳佑                                          | 未公表                  |
| プロップデザイン                  | 今村亮、コレサワシゲユキ、灯夢                    | 今村亮、コレサワシゲユキ、灯夢                    | 反田誠二                                          | 反田誠二                                          | 未公表                  |
| プロップデザイン                  | 小高みちる、濱口明                                | 中村倫子、佐野誉幸 寺本将梧、三宮昌太             | 長澤翔子                                          | 西野佳佑、田中彩 天神英貴、新妻雅行、秋山泰彦     | 未公表                  |
| 美術監督                          | 三宅昌和                                          | 三宅昌和                                          | 三宅昌和                                          | 三宅昌和                                          | 未公表                  |
| 色彩設計                          | 土居真紀子                                        | 土居真紀子                                        | 土居真紀子                                        | 土居真紀子                                        | 未公表                  |
| 撮影監督                          | 頓所信二                                          | 頓所信二                                          | 頓所信二                                          | 頓所信二                                          | 未公表                  |
| 編集                              | 三嶋章紀                                          | 三嶋章紀                                          | 三嶋章紀                                          | 三嶋章紀                                          | 未公表                  |
| 音響監督                          | 明田川仁                                          | 明田川仁                                          | 明田川仁                                          | 明田川仁                                          | 未公表                  |
| 音響効果                          | 上野励                                            | 上野励                                            | 上野励                                            | 上野励                                            | 未公表                  |
| 音楽                              | 藤澤慶昌                                          | 藤澤慶昌                                          | 藤澤慶昌                                          | 藤澤慶昌                                          | 藤澤慶昌                |
| 音楽プロデューサー                | 小林健樹                                          | 小林健樹                                          | 小林健樹                                          | 小林健樹                                          | 未公表                  |
| チーフプロデューサー              | 山崎史紀、大澤信博                                | 山崎史紀、大澤信博                                | 山崎史紀、大澤信博                                | 山崎史紀、大澤信博                                | 未公表                  |
| プロデューサー                    | 山中隆弘、今井遼介 大和田智之、大須賀翔、畠山拓郎 | 山中隆弘、今井遼介 大和田智之、大須賀翔、畠山拓郎 | 山中隆弘、今井遼介 大和田智之、大須賀翔、畠山拓郎 | 山中隆弘、今井遼介 大和田智之、大須賀翔、畠山拓郎 | 未公表                  |
| プロデューサー                    | 森井巧                                            | 森井巧                                            | 万木壮                                            | 万木壮                                            | 未公表                  |
| プロデューサー                    | 小野田壮吉                                        | 菱山光輝                                          | 菱山光輝                                          | 岩田誉生                                          | 未公表                  |
| 制作統括                          | N/A                                               | N/A                                               | 大友寿也                                          | N/A                                               | 未公表                  |
| アニメーション 制作プロデューサー | 大友寿也                                          | 大友寿也                                          | 米田浩二                                          | 大友寿也                                          | 未公表                  |
| プロデュース                      | EGG FIRM                                          | EGG FIRM                                          | EGG FIRM                                          | EGG FIRM                                          | EGG FIRM                |
| プロデュース                      | 堀田将市                                          | N/A                                               | N/A                                               | N/A                                               | N/A                     |
| アニメーション制作                | スタジオバインド                                  | スタジオバインド                                  | スタジオバインド                                  | スタジオバインド                                  | スタジオバインド        |
| 製作                              | 「無職転生」製作委員会                            | 「無職転生」製作委員会                            | 「無職転生II」製作委員会                          | 「無職転生II」製作委員会                          | 「無職転生Ⅲ」製作委員会 |

## 制作

### 企画
本作の企画は2017年頃、MFブックス編集長の金田一健が、EGG FIRMの社長でありアニメーションプロデューサーの大澤信博に原作小説を勧めたことがきっかけとなり、始動した。当時12巻まで一気に読み進めた大澤は、即座にアニメ化を決断したという。原作が大河ドラマに匹敵する長編であるため、プロジェクトを長期的かつ計画的に継続する体制が必要であるとする判断から、2018年11月にWHITE FOXとEGG FIRMの共同出資でスタジオバインドが設立された。スタジオバインドの社長には、大澤が過去に携わった『ナイツ&マジック』にてアニメーションプロデューサーを務めていた大友寿也が就任した。大友は本作においてもアニメーションプロデューサーを務めている。また、大澤自身もチーフプロデューサーとして本作に携わっている。
2019年、本格的に制作が開始され、同年3月15日には原作者・理不尽な孫の手のTwitter（現X）にてアニメ化企画が進行中であることが発表された。長らく小説家になろうの累計ランキング1位を維持していた作品であり、期待値の大きい作品であったことから発表の際には話題となり、Twitterではトレンド入りを果たした。

### 演出・脚本

#### 第1期
第1期の監督およびシリーズ構成を務めた岡本学はスタジオバインドの社長・大友寿也から誘いを受けたことから監督を引き受けた。アニメ化に際しては原作ファンに喜んでもらうために原作改変を不用意に行わないことを決めており、それがシリーズ構成を兼任した理由であると話している。なお、大澤はルーデウスの有り様から感覚的に若手監督の方が良いのではと考えていたところにタイミング良く大友が「岡本が起用したい」と話してくれたことから、それに便乗することにしたと話している。
岡本は本作について、下品で不快な部分は多いが最終的には一流の物語だと思えたと語っており、特にアイシャ編にて描かれたルーデウスが前世の自分を認める展開は小説家になろうという編集者の手の届かない場所だからこそ出来たことで、一人の人生をとても豊かに描いていると評している。
岡本は前世の男とルーデウス・グレイラットのそれぞれのアニメにおける描き方について以下のように話している。
美術面について岡本は、本来アニメーションは実際の風景や実写よりも気持ちいいものであるという考えから、「気持ちよさ」をブエナ村（ルーデウスの出生地）で描いてほしいと美術担当に指示した。また、本作は中世ヨーロッパ的な世界観がベースとなっており、現代と比較すると不衛生で汚い生活をしていたことから、転生したのに現代より悲惨な環境では物語が成立しないと考えた岡本は中世ヨーロッパの良い部分のみをくみ取った世界として描写した。また劇中ではロードムービーのように様々な街が描かれるため、自身の好きな作品である『キノの旅』的なアプローチを行ったとも語っている。
原作者の理不尽な孫の手も制作に関わっており、脚本会議には毎回参加していた。理不尽な孫の手は今作が初めてのアニメ化作品であったため「アニメ制作にどう関わっていいかわからない部分も多く、不安でもありましたので、出会う先輩方全員に『どうすればいいですか？』と聞いたりもしてました。」と話している。岡本は理不尽な孫の手がとても協力的でありがたかったと語っており、「アニメ作りでは、原作者の先生が『何も言わないタイプ』や『めちゃめちゃ細かいタイプ』であることが多いのですが、理不尽な孫の手先生はアニメ制作現場を尊重してくださる方だったので、とても作業を進めやすかったです。」と話している。

#### 第2期
第2期第1クールでは第1期にて副監督を務めた平野宏樹が、第2クールでは渋谷亮介が新たに監督を務めた。第2期でのストーリー構成は平野が中心となって進められ、まず平野が描きたいものを提示し、それに理不尽な孫の手が補足やアドバイスを返すというのが基本的なパターンであった。理不尽な孫の手は第1期に引き続き全体の構成から各話のシナリオまで深く関わっており、大澤は「じつは孫の手先生は一回もシナリオ会議を休まず皆勤賞じゃないですかね」と語っている。
第2期より新たにシリーズ構成を務めた大野敏哉は実写作品での経験からリアルな心情描写を得意としており、また大野が過去に手掛けた『宝石の国』や『86-エイティシックス-』での構成も評価され、大澤が平野に推薦し本作に起用された。大野はまず原作を全巻読み終えてから仕事に臨んだ。大野は本作について、少年が大人になるまでの普遍的な出来事が、性的なことも含めて正直に描かれている点に好感を持ち、共感できる点も多かったと語っている。
第2期のストーリー構成の特徴として大澤は、シルフィエットのエピソードや第1期にてカットされたエピソードを組み込んだことにより、視点がルーデウスに固定されていないことを挙げている。特にシルフィエットは第2期におけるもう一人の主人公として扱ったと話している。シルフィエットがフィッツとなるエピソードは「泥沼編」から「ラノア大学編」へと移る第2期第4話と第5話の間にて描くことも検討されたが、2編の流れが地続きでなくなってしまうという平野の判断により、第0話として「泥沼編」の前に描くことになったと大澤は明かしている。
演出面について平野は第1話から第4話までの「泥沼編」と第5話以降の「ラノア大学編」の雰囲気を意識して描き分けるよう指示していたと大澤は明かしている。「泥沼編」は舞台の冬の雪国やルーデウスの心情も相まって暗い雰囲気に、一方の「ラノア大学編」は春の都会的かつ神秘的な風景と平和な日常によって明るい雰囲気となっており、そのギャップが意識されている。

### キャラクターデザイン
第1期のキャラクターデザインは杉山和隆が担当し、第2クールからは高橋瑞紀も担当した。第1期のサブキャラクターデザインと総作画監督を担当した齊藤佳子は杉山のデザインをとても上手だったと評しており、キャラ似せにすごく気合が必要だったと振り返っている。岡本はルーデウスの成長による変化をグラデーションとして見せていけるよう、かなり多くのキャラクターデザインを用意した。幼少期のルーデウスのデザインを担当した齊藤は、自身の子供が同じくらいの年齢だったことから、本物を見ながら作業を行ったという。
第2期のキャラクターデザインは嶋田真恵と齊藤が担当した。齊藤は第1期のあと、他作品のキャラクターデザインや総作画監督が控えていたため第2期は参加しない予定であったが、プロデューサーの強い要望で参加することとなった。嶋田は普段無機質やエフェクトの作画を担当することが多く、プロデューサーより依頼された際は嬉しかったと語っている。キャラクターデザインで苦労した点について嶋田は年齢と性格の描き分けを挙げ、特にルーデウスの2歳差の設定作業は、自分の中にある年齢のイメージと、キャラに求められるイメージの差に悩んだという。
原作小説のイラストを担当するシロタカは本作のキャラクターデザインを素敵な絵柄だと思ったと語っており、デザインとしての取捨選択などは非常に勉強になったという。

### 架空の言語の制作
本作では作中に登場する様々な種族に合わせ「人間語」「魔神語」「獣神語」の3種類の言語が制作された。これらはそれぞれの種族に対しての言語体系が実際の言語を元にして設定されている。
岡本は言語の制作について「考える間もなく、この作品に必要なものだと思っていました。」と話している。監修を依頼された理不尽な孫の手は自身が外国語に詳しいわけではなく、感心するばかりだったと述べている。また、「アニメ用に言語を作るというのもすごいですが、それを映像としてずっとしゃべらせるという決断ができるのもすごい。私だったらどこかで腰が引けて出来ないなと思います。」と話している。
アフレコ台本には日本語に訳されたセリフが記され、それとは別に作中言語の発音が記された冊子が声優陣に配られアフレコは進められた。ルーデウス・グレイラットを演じた内山夕実は「感情表現のニュアンスも含めた上で、話したこともない言語を自然に話せるようにしなければいけなくて。いつも以上に自宅での練習も重ねました。」と非常に苦労したことを明かしている。

### オープニング映像
第1期のオープニングは固定の映像が用意されておらず、物語の流れと地続きの本編映像にテロップと楽曲を流す演出が行われた。また第1クール、第2クールと言う区切りではなく、大陸や街など作中の舞台が変わるタイミングで楽曲が変わるため、各舞台に合わせた5曲に加えフィットア領に帰郷した際の1曲を含む全6曲が制作された。これらは第1期の監督を務めた岡本の発案によるもので、日常描写や世界観描写などを限られた時間の中で表現するために行われた。この演出によって毎話15〜25カット増えることになるが、岡本はオープニング映像をしっかり作るのとどちらが大変なのかはわからないと語っている。
第1期のオープニングテーマは『からかい上手の高木さん』や『宝石の国』で知られる大原ゆい子が全曲担当した。大原はこのオープニングの演出について「動画配信や録画で観る人が多い今はオープニングってスキップされがちなので、スキップされずに本編と一緒に聴いてもらえるというのは、ものすごくアーティスト冥利に尽きると言いますか、『本当にありがとうございます』という気持ちでした。」と語っている。
岡本は楽曲をキャラソンにしたくないと考えており、作品の世界観に寄せたシリアスな曲風や古典的な世界観、劇伴に近い曲風といったオーダーを大原に行った。歌詞はあまり具体性を持たないものを岡本は求めていたが、大原は作中にキャラクターに寄り添った歌詞を得意としていたため、制作はかなり難航したという。なお、当初の予定では大原は作詞・作曲のみを担当し、歌唱は別の歌手が担当する予定であった。
この演出は第2期第4話まで続けられたが、第5話以降では通常のアニメと同様に固定されたオープニング映像が使用された。オープニング映像の制作は2期の制作が始まって早々に決まったという。第5話から使用した理由について大澤は、オープニング映像は通常今後活躍するキャラを中心に描くが、「泥沼編」と「ラノア大学編」で登場人物が総取っ替えされるため、「ラノア大学編」が始まる第5話から流すことになったと語っている。またこれらは平野のアイデアであるとも明かしている。

### 劇伴
劇伴は全楽曲を通して藤澤慶昌が担当した。岡本は旅先での世界観の作り込みを徹底したいという狙いから「古楽器を使いたい」とオーダーし、藤澤はバロック以前という時代背景のもとショーム、クルムホルン、ヴィオラ・ダ・ガンバ、ハーディ・ガーディといった古楽器を選出した。また、本作の音楽プロデューサーを務めた小林健樹のアドバイスにより、一部の楽曲ではブルガリアン・ヴォイスが印象的に使用されている。
藤澤は全体のコンセプトを決める上で、実際の映像から流れていて違和感のない世界観を作ることを心がけ、古楽やその当時から存在していたであろう音楽に寄せるようにしたと話している。

### 演技
キャストは、2017年4月に発売されたドラマCD『無職転生 〜異世界行ったら本気だす〜 転移迷宮編』から一新され、新たにオーディションを行いキャスティングされた。
主人公のルーデウス・グレイラットの声は、実際の発言を内山夕実が、モノローグ部分を杉田智和がそれぞれ演じ分ける形を取っており、転生後の世界においても常に前世の男の存在が意識させられる演出となっている。
内山は加隈亜衣を交えたインタビューの中で「杉田さんらしさをどこかトレースできればいいなと思いつつ、そこに自分らしさも加えて演じているので、役者としてほかの作品ではなかなか味わえない感覚を体験させていただいています」と語っている。また第1期では0歳から13歳までの成長を演じていくことを踏まえ、「ある意味で逆算をして、自分の表現できる範囲内で分かりやすく演じ分けられるように、というのは意識しました。」とも語っている。
第2期においても引き続き内山がルーデウスを演じた。第1期よりもルーデウスが成長していることからスタッフ間ではキャスト変更の可能性も話し合われたが、再度行われたオーディションの結果引き続き内山が演じることが決まった。内山は第2期の成長したルーデウスを「自分がこれまで出したことがないキー」で演じており、収録前日に大声を出し、直後に酒をあおることにより喉を枯らし、役作りを行っていると語った。
杉田は、第1期では新型コロナウイルス感染症流行の影響により共同での収録が困難であったことを踏まえ「事前に収録された内山の演技を聞いてチューニングする機会を設けてもらっていた」と内山との対談にて振り返っている。また、前世の男というキャラクターの第一印象について「『あり得たであろう未来の自分の姿』を重ねてしまい恐怖を覚えた」と語り、演じる上では「彼は人一倍同情してほしいし、認めてほしいのに、同情されたくないし、認めてほしくないんですよ。だから、そういう人に対しての姿勢のとりかたは、適正距離を見つけること。目に映らない一番近いところに居るようにしています」と語った。
前世の男役も他の役と同じくオーディションによってキャスティングされたが、岡本は原作を読んだときから前世の男は杉田以外にありえないと思っていたと語っている。
シルフィエットを演じた茅野愛衣は、オーディションではゼニスやリーリャを受けていため、シルフィエット役として決まったことは意外であったという。第1期では幼い子供を演じるにあたり、公園に行き大人しそうな子を探して観察し役作りを行った。
第2期ではフィッツとして登場するシルフィエットを演じるにあたり、「（あからさまに声を変えるのではなく）あくまで成長したシルフィが、彼女なりに男装してフィッツという人物を生きている……という風に演じてます」と語っている。また、第1期のシルフィエットの出番が序盤のみであり、第1期の後半からはシルフィエットの知らない物語であることから、収録がある程度進むまでシルフィエットが退場してからの話を見ないようにしていた。
ロキシー・ミグルディアを演じた小原好美はこのキャラクターの第一印象について「かわいいだけじゃなく現実世界と同じように悩みも抱えていて、そこがリアルだなと感じました」と語り、演じるにあたっては「リアルだったからこそ、あまりがんばりすぎず、彼女に寄り添えばいいかなと思っていました。（中略）ビジュアルに即してかわいさを出したほうがいいのかなと思ったんです。でも、ルディに対しては師匠でもあるので、少し大人っぽい部分も持っていたほうがいいのかなと思い、あまり作り込まないようにしました。」と語った。
エリス・ボレアス・グレイラットを演じた加隈亜衣はオーディションではエリスの他にシルフィエットを受けており、自身はシルフィエットを演じたいと思っていたため、エリス役で合格した際には非常に驚いたという。エリスの第一印象について「これから先ちゃんと生きていけるのか、不安を感じさせる子でした。私だったら、（エリスと）友達になるという考えをすぐに捨てるぐらい凶暴だなって。」と語り、演じるにあたり「幼いけど、唸るような獣っぽさを怒り方に出したい」「エリスは成長していくので、声を低くするのではなく、“やんちゃさ”みたいなところで表現できないかなと思った」と語っている。また、2クールかけて成長を見せながらもエリスらしさをどう活かすか悩みながら演じたという。

## 主題歌

### 第1期
第1期では全曲を通して作詞・作曲・歌唱を大原ゆい子、オープニングテーマの編曲をMANYO、エンディングテーマの編曲を吉田穣がそれぞれ担当した。
「旅人の唄」
第1期第1話から第8話までのオープニングテーマ。
民族風な演出にするためティン・ホイッスルやマンドリンといった伝統的な楽器が使用されているが、実在する国の雰囲気に寄らないよう本来とは少し違う音色を出している。大原はこの曲について「J-POPらしいキャッチーな感じではない曲が作ってみたいと思っていたので、書かせてもらえてすごく楽しかったです。」と語っている。
アニメ！アニメ！が行ったアンケート「2021年冬アニメ主題歌、どの曲が好き？ OPテーマ編」では9位を獲得した。
「目覚めの唄」
第1期第10話から第13話までのオープニングテーマ。
岡本からは「少しダークで魔王みたいなものが出てきそうな曲」というオーダーがあり、魔大陸の神を讃えるような歌というテーマで制作された。大原はこの設定の理解に苦しみ、歌詞の制作は非常に苦労したと語っている。
「継承の唄」
第1期第14話・第15話のオープニングテーマ。
アニメ制作サイドからは「森だけど、ジャングルじゃなくて」と説明があり、大原はこの時のことを「頭の中が『???』となってしまって……何を書いたらいいのかわからなくて止まってしまったんですよね。」と振り返っている。そのため、MANYOによるアレンジが仕上がってからようやく歌詞を書き上げることができたという。
「祈りの唄」
第1期第16話から第18話、番外編のオープニングテーマ。
ミリス大陸の教会で流れる、美しい宗教音楽というテーマで制作された。レコーディングでは教会で歌っている一市民のように素朴に歌うことを意識したという。
「遠くの子守の唄」
第1期第19話から第21話までのオープニングテーマ。
かごめかごめのように、古くから語り継がれた歌というテーマで制作された。また、インドネシアの民族音楽・ガムランも参考にして制作された。
「旅人の唄〜帰郷〜」
第1期第22話・第23話のオープニングテーマ。
「旅人の唄」のアレンジバージョン。2クールかけて辿り着いた故郷が廃墟となっている絶望感を描きたいというアニメ制作サイドのオーダーのもと制作された。
「オンリー」
第1期第1クールエンディングテーマ。
一般的なアニメの定番から外したいということから、ダウナー系のロックのイメージで制作された。作品に登場するキャラクターの何人かに自身と共通する部分を見つけられたことから、自由に作詞することができたという。作曲段階では誰が歌うのか決まっていなかったため、歌詞には普段大原が使わない英詩が含まれている。
エンディング映像ではルーデウスの幼少期が描かれており、思い返すようにシルフィエット、エリス、ロキシーの姿が描かれる。
アニメ！アニメ！が行ったアンケート「2021年冬アニメ主題歌、どの曲が好き？ EDテーマ編」では『約束のネバーランド』、『進撃の巨人 The Final Season Part1』と同率で7位を獲得した。
「風と行く道」
第1期第2クールエンディングテーマ。
「心をキュッとしてくれるバンドサウンド」というアニメ制作サイドのオーダーのもと制作された。エンディング映像はフィットア領転移事件から始まり、各地に転移した登場人物やルーデウスとその家族を捜索するロキシー、そして旅を続けるルーデウスたちの様子が描かれる。一部のシーンではルーデウスの体のみ空白で描かれており、SNS上ではその意味について様々な考察が飛び交った。
アニメ！アニメ！が行ったアンケート「2021年秋アニメ主題歌、どの曲が好き？ EDテーマ編」では『先輩がうざい後輩の話』と同率で8位を獲得した。

### 第2期
「spiral」
LONGMANによる第2期第1クールオープニングテーマ。作詞・作曲はHIROYA HIRAI、編曲はLONGMAN・Naoki Itai。
ベース、ボーカルのさわはオファーが来たときのことを「『無職転生』と言えば大原ゆい子さんのイメージがすごく強くあったので、これ、どうする？ってなりました」と語っており、作曲を担当したひらいは「大原ゆい子さんの曲があまりにも良すぎて、作品に溶け込んでいたんですよね。とにかく素晴らしすぎて、（中略）相当良いものを作らないと、と思い、覚悟を持って曲を作りました。」と話している。また、制作サイドより男性ボーカルで行きたいと話があり、ひらいがメインボーカルになったと語っている。ひらいは第1期第23話のクライマックスにて描かれた、ルーデウスが立ち上がり歩き出すシーンをイメージし、そこで流れても良いくらいの気持ちで作ったという。
「ラノア魔法大学編」が描かれる第2期第5話よりオープニング映像が使用された。エリスとの別離に始まり、ゾルダートらとの思い出やラノア魔法大学での日常などが描かれている。
アニメ！アニメ！が行ったアンケート「2023年夏アニメ主題歌、どの曲が好き？ OPアニメ編」では7位を獲得し、男性票のみでは3位であった。また音楽ストリーミングサービスのSpotifyにて2023年9月29日時点で551万回再生を記録し、2023年夏アニメの主題歌ランキングにおいて4位を記録した。
「オン・ザ・フロントライン」
ヒトリエによる第2期第2クールオープニングテーマ。作詞はシノダ、作曲はゆーまお、編曲はヒトリエ。
オープニング映像ではルーデウスやシルフィの穏やかな日常と、激しいバトルアクションが描かれている。
「ムスビメ」
大原ゆい子による第2期第1クールエンディングテーマ。作詞・作曲は大原ゆい子、編曲は吉田穣。
シルフィを想って制作された楽曲。大原は「私自身、どんどんシルフィに感情移入してしまうので、話が進むにつれて、シルフィの気持ちに寄り添える曲になったらよいなと考えました。」と述べている。編曲を第1期に引き続き吉田が担当したことで、第1期との統一感が演出されている。
「ラノア魔法大学編」が描かれる第2期第5話よりエンディング映像が使用された。フィッツの視点でラノア魔法大学の日常が描かれている。
アニメ！アニメ！が行ったアンケート「2023年夏アニメ主題歌、どの曲が好き？ EDアニメ編」では7位を獲得し、男性票のみでは3位であった。
「守りたいもの」
大原ゆい子による第2期第2クールエンディングテーマ。作詞・作曲は大原ゆい子、編曲はMANYO。
「大切な人への感謝」をテーマに制作された。エンディング映像ではルーデウスの家族との思い出が描かれている。
「Clover」
大原ゆい子による第2期第0話エンディングテーマ。作詞・作曲は大原ゆい子、編曲はMANYO。
アリエル、ルーク、シルフィの3人の関係を想って制作された楽曲。
「花咲み」
シルフィエット（茅野愛衣）による第2期第12話エンディングテーマ。作詞・作曲は大原ゆい子、編曲はMANYO。
本作初のキャラクターソング。「『無職転生』の世界のラブソング」というコンセプトで制作された。また、大原はシルフィが歌うということを強くイメージして作曲したと語っている。レコーディングには大原が立ち会い、茅野はキラキラ輝いているルーデウスを頭に浮かべながら、シルフィの思いを吐露するように歌ったという。
「ツバサ」
ナナホシ（若山詩音）による第2期第15話エンディングテーマ。作詞・作曲は真戸原直人、編曲は藤澤慶昌。
2004年にアンダーグラフがリリースした楽曲のカバー。若山自身も幼少のころから慣れ親しんだ曲であり、「私の中でこの曲は『ナナホシと元の世界をつなぐもの』だな、と感じていたので、元の世界を恋い焦がれる気持ちや、今の自分の状況への嘆きなど、たくさんの思いを乗せて歌わせていただきました」と語っている。また、本楽曲の作詞作曲を担当した真戸原は「こうやって時を越え、また皆さんに聞いてもらえることはとても嬉しい。アニメの力に本当に感謝しています。」とコメントした。
第15話放送後には話題となり国内外の音楽チャートに本楽曲のオリジナル版がランクインした。
「かげくらべの唄」
大原ゆい子による第2期第24話エンディングテーマ。作詞・作曲は大原ゆい子、編曲はMANYO。原作小説の表紙となっているグレイラット家の家族写真を見ながら制作された。
「永遠なれ、アスラ王国」
牧浦乙葵による第2期第0話挿入歌。作詞はフジカワユカ、作曲は藤澤慶昌。アリエルの歌う歌として登場する。

## 評価

### 批評
ライターの草野虹は本作について、倫理観としての問題があるようなシーンが少なからずあることを指摘する一方で、そのようなシーンを隠すことなく描いたアニメスタッフに対して「『人間の善悪や表裏、その苦悩と喜びについて』という大きなテーマを描こうという気概に満ちているのが伝わってくる」と称賛している。また、同氏は美術面でも三宅昌和や今村亮らを筆頭に多くの美術スタッフが起用されていることから「描かれ方がきめ細かく重厚さすら感じる」と称賛しており、深夜アニメ帯で放送されるアニメ作品としては異質さすら感じるとも述べている。
Anime News NetworkのライターSteve Jonesはルーデウスの性的描写が非常に不愉快であったことから2021年冬アニメのなかで最低の評価を与えている。また、同じく主人公がセクハラを行う『〈物語〉シリーズ』と比較しても本作の性的描写は「自意識ゼロで不愉快な男の脳内に閉じ込められたような気分にさせられる」と語っている。
4Gamer.netのライターmaruは本作を『ロード・オブ・ザ・リング』のような「本格派のハイファンタジー」と評している。また、杉田智和と内山夕実によるルーデウス役のダブルキャストを『ベイビー・トーク』を彷彿とさせると語っており、「金髪碧眼の可愛らしい外見とのミスマッチでなんとも面白い。」と評している。また第2期については、監督の交代を始めとした体制の変更がありながらもハイクオリティな映像美は更に磨きがかかっていると評価しており、「（中略）些細な背景にも気を配っているのが素晴らしい。ルーデウスの泊まる宿屋の窓を、ガラス作りの初期に使われた『クラウン法』のものを使用しているのもこだわりの現われなのだろう。」と語っている。
ライターのすなくじらは本作について、他のなろう系作品と同じように仲間を集め冒険の旅を続ける「桃太郎パターン」の枠組みを守っている一方、多くの別れを描いている点が特徴的だとしており、これによってルーデウスの成長だけでなく彼を取り巻く仲間たちの心の葛藤や変化に共感できると語っている。その典型的な例として第2期第0話「守護術師フィッツ」を挙げており、第2期冒頭から主人公が不在という展開ながらも胸にくるものがある物語になっていたと評している。
Anime News NetworkのライターRichard Eisenbeisは第2期第1クールについて、精神的に深く傷ついたルーデウスが、北方大地での恋愛の失敗や、学園でのフィッツとの交流を通して心を癒やしていく過程が上手く語られていると称賛しており、トラウマの克服は決して簡単なことではないが、決して諦めずに勇気を出すことで困難を乗り越えることができるということが今シーズンのメッセージだと語っている。一方で、そのメッセージが子供の奴隷やセクハラ、拷問といった要素で脱線しがちであったのは残念だとしている。

### ランキング・受賞

#### 第1期第1クール
アニメ！アニメ！が放送前に行ったアンケート「2021年冬アニメ 期待値の高い作品は？」では本作が13位を獲得した。
ニコニコ動画が動画視聴数・コメント数・アクセス数から算出した「2021年冬アニメランキング」では本作が1位を獲得した。
ねとらぼ調査隊が行ったアンケート「2021年冬アニメであなたが一番好きな作品は？」では、本作が1位を獲得した。
Filmarksがサービス内のデータに基づいて選出した「2021年冬アニメ 満足度ランキング」では本作が12位を獲得した。
アニメ！アニメ！が行ったアンケート「2021年冬アニメ（1月クール）で一番良かった作品は？」では本作が5位を獲得し、男性票のみでは1位であった。
TVガイドウェブがレグザの視聴データを基に算出した「大人アニメ 冬クールベスト10（2021年1月〜3月）」にて本作が第6位を獲得した。
アメリカのインターネット配信サービスCrunchyrollが選出した「クランチロール・アニメアワード2022」にて本作が2部門にノミネートされた。

#### 第1期第2クール
アニメイトタイムズが放送前に行ったアンケート「2021秋アニメ、何観るアンケート」では本作が1位を獲得した。
ニコニコ動画が動画視聴数・コメント数・アクセス数から算出した「2021年秋アニメランキング」では本作が1位を獲得した。
ねとらぼ調査隊が行ったアンケート「2021年冬アニメであなたが一番好きな作品は？」では、本作が2位を獲得した。
Filmarksがサービス内のデータに基づいて選出した「2021年秋アニメ 満足度ランキング」では本作が3位を獲得した。
アニメ！アニメ！が行ったアンケート「2021年秋アニメ（10月クール）で一番良かった作品は？」では本作が『鬼滅の刃 無限列車編・遊郭編』と同率で2位を獲得し、男性票のみでは1位であった。
TVガイドウェブがレグザの視聴データを基に算出した「大人アニメ 秋クールベスト10（2021年10月〜12月）」にて本作が第4位を獲得した。
アメリカのインターネット配信サービスCrunchyrollが選出した「クランチロール・アニメアワード2023」にて本作が最優秀アニメーション賞にノミネートされた。

#### 第2期第1クール
アニメイトタイムズが放送前に行ったアンケート「2023夏アニメ、何観るアンケート」では本作が2位を獲得した。
Filmarksがサービス内のデータに基づいて選出した「2021年夏アニメ 満足度ランキング」では本作が2位を獲得した。
アニメ！アニメ！が2023年9月19日から9月26日にかけて行ったアンケート「2023年夏アニメ（7月クール）で一番良かった作品は？」では支持率9％で3位を獲得した。
dアニメストアが2023年8月18日から8月25日にかけて行ったアンケート「2023夏アニメ 部門別ランキング」にて本作は2部門で3位を、1部門で2位を獲得した。
gooランキングが行ったアンケート「あなたが今年一番面白かったと思う深夜アニメは？」にて、本作は2位を獲得した。
アメリカのインターネット配信サービスCrunchyrollが選出した「クランチロール・アニメアワード2024」にて本作が最優秀ファンタジー作品賞にノミネートされた。

## 各話リスト
| 話数       | サブタイトル               | 脚本                             | 絵コンテ                   | 演出                                            | 作画監督 | 総作画監督                         | 初放送日       |       |       |       |       |       |       |       |       |       |       |       |       |       |       |       |       |       |
| 第1期      | 第1期                      | 第1期                            | 第1期                      | 第1期                                           | 第1期 | 第1期                              | 第1期          | 第1期 | 第1期 | 第1期 | 第1期 | 第1期 | 第1期 | 第1期 | 第1期 | 第1期 | 第1期 | 第1期 | 第1期 | 第1期 | 第1期 | 第1期 | 第1期 | 第1期 |
| ---------- | -------------------------- | -------------------------------- | -------------------------- | ----------------------------------------------- | --- | ---------------------------------- | -------------- | ----- | ----- | ----- | ----- | ----- | ----- | ----- | ----- | ----- | ----- | ----- | ----- | ----- | ----- | ----- | ----- | ----- |
| 第一話     | 無職転生                   | 岡本学                           | 岡本学                     | 平野宏樹                                        | 杉山和隆 齊藤佳子 世良コータ みやち 山崎絵美 [ 139 ]                                                                                               | 杉山和隆                           | 2021年 1月11日 |       |       |       |       |       |       |       |       |       |       |       |       |       |       |       |       |       |
| 第二話     | 師匠                       | 岡本学                           | 岡本学 平野宏樹 [ 141 ]    | 平野宏樹                                        | 中小路佳毅 | 齊藤佳子                           | 1月18日        |       |       |       |       |       |       |       |       |       |       |       |       |       |       |       |       |       |
| 第三話     | 友達                       | 平野宏樹                         | 岡本学 應地千晶 [ 143 ]    | 應地千晶                                        | 大髙雄大 勝谷遥 川本由記子 萩尾圭太 長谷川圭 みやち 重原克也 [ 143 ]                                                                               | 齊藤佳子                           | 1月25日        |       |       |       |       |       |       |       |       |       |       |       |       |       |       |       |       |       |
| 第四話     | 緊急家族会議               | 岡本学                           | 平野宏樹                   | 三好なお 岡旭 [ 144 ]                           | 小林利充 吉岡勝 青野厚司 扇多恵子 小美戸幸代 [ 144 ]                                                                                               | -                                  | 2月1日         |       |       |       |       |       |       |       |       |       |       |       |       |       |       |       |       |       |
| 第五話     | お嬢様と暴力               | 岡本学                           | 髙嶋宏之                   | 髙嶋宏之                                        | 勝谷遥 野田猛 萩尾圭太 長谷川圭 髙橋瑞紀 髙嶋宏之 [ 146 ]                                                                                          | 齊藤佳子                           | 2月8日         |       |       |       |       |       |       |       |       |       |       |       |       |       |       |       |       |       |
| 第六話     | ロアの休日                 | 平野宏樹                         | 相浦和也                   | 山口美浩 球野たかひろ 安川央里 平野宏樹 [ 147 ] | 門智昭 小林ゆかり 斎藤雅和 酒井KEI 島崎望 相音光 寺本将梧 冨樫幸二 吉野彰敏 [ 147 ]                                                                | みやち                             | 2月15日        |       |       |       |       |       |       |       |       |       |       |       |       |       |       |       |       |       |
| 第七話     | 努力の先にあるもの         | 岡本学 齊藤浩央 [ 149 ]          | 重原克也                   | 重原克也                                        | 相音光 大髙雄大 川本由記子 齊藤佳子 鈴木春香 世良コータ 寺尾憲治 西田美弥子 吉野彰敏 スタジオマスケット [ 148 ]                                    | 齊藤佳子                           | 2月22日        |       |       |       |       |       |       |       |       |       |       |       |       |       |       |       |       |       |
| 第八話     | ターニングポイント1        | 岡本学 齊藤浩央 [ 149 ]          | 三塩天平                   | 三塩天平                                        | 阿部安佳里 佐藤愛架 長谷川圭 萩尾圭太 髙橋瑞紀 今岡大 今村亮 中村颯 [ 150 ]                                                                        | 髙橋瑞紀                           | 3月1日         |       |       |       |       |       |       |       |       |       |       |       |       |       |       |       |       |       |
| 第九話     | 邂逅                       | 平野宏樹                         | 小林敦                     | 球野たかひろ 平野宏樹 [ 151 ]                   | 今岡大 勝谷遥 滝吾郎 田津奈々子 舘崎大 寺本将悟 中島大智 西田美弥子 萩尾圭太 吉野彰敏 [ 151 ]                                                      | 西田美弥子                         | 3月8日         |       |       |       |       |       |       |       |       |       |       |       |       |       |       |       |       |       |
| 第十話     | 人の命と初仕事             | 岡本学 齊藤浩央 [ 152 ]          | 菅原静貴 平野宏樹 [ 152 ]  | 平野宏樹 安川央里 [ 152 ]                       | 相澤秀亮 島崎望 鈴木彩史 津熊健徳 福井麻紀 相音光 川本由記子 [ 152 ]                                                                               | みやち 齊藤佳子 [ 152 ]            | 3月15日        |       |       |       |       |       |       |       |       |       |       |       |       |       |       |       |       |       |
| 第十一話   | 子供と戦士                 | 中本宗応                         | 藤井慎吾                   | 藤井慎吾                                        | 今村亮 髙橋瑞紀 中小路佳毅 長谷川圭 濱口明 [ 153 ]                                                                                                 | 髙橋瑞紀                           | 3月22日        |       |       |       |       |       |       |       |       |       |       |       |       |       |       |       |       |       |
| 第十二話   | 魔眼を持つ女               | 漆原虹平                         | 小林敦                     | 片岡史旭                                        | 相音光 今岡大 勝谷遥 齊藤佳子 滝吾郎 萩尾圭太 濱口明 吉野彰敏 [ 154 ]                                                                              | 髙橋瑞紀 みやち [ 154 ]            | 10月4日        |       |       |       |       |       |       |       |       |       |       |       |       |       |       |       |       |       |
| 第十三話   | すれ違い                   | 高山淳史                         | 平野宏樹                   | 木村佳嗣                                        | 大髙雄太 兵頭勝 前田義宏 [ 155 ] | 齊藤佳子 髙橋瑞紀 [ 155 ]          | 10月11日       |       |       |       |       |       |       |       |       |       |       |       |       |       |       |       |       |       |
| 第十四話   | 只より高いものはない       | 齊藤浩央 漆原虹平 岡本学 [ 157 ] | 徳本善信                   | 徳本善信                                        | 相音光 扇多恵子 滝吾郎 津熊健徳 吉野彰敏 降籏秀吉 山村俊了 [ 156 ]                                                                                 | 齊藤佳子                           | 10月18日       |       |       |       |       |       |       |       |       |       |       |       |       |       |       |       |       |       |
| 第十五話   | ドルディア村のスローライフ | 齊藤浩央 漆原虹平 岡本学 [ 157 ] | 重原克也                   | 重原克也                                        | 勝谷遥 川本由記子 西原大樹 萩尾圭太 長谷川圭 降籏秀吉 杜もり [ 158 ]                                                                               | 髙橋瑞紀                           | 10月25日       |       |       |       |       |       |       |       |       |       |       |       |       |       |       |       |       |       |
| 第十六話   | 親子げんか                 | 漆原虹平                         | 徳本善信 長井龍雪 [ 159 ]  | 板庇迪                                          | 大東百合恵 | みやち                             | 11月1日        |       |       |       |       |       |       |       |       |       |       |       |       |       |       |       |       |       |
| 第十七話   | 再会                       | 中本宗応                         | 長井龍雪                   | 髙嶋宏之                                        | 尾西真成人 髙嶋宏之 塚本歩 野田猛 萩尾圭太 吉野彰敏 [ 160 ]                                                                                        | 齊藤佳子                           | 11月8日        |       |       |       |       |       |       |       |       |       |       |       |       |       |       |       |       |       |
| 第十八話   | それぞれの旅               | 高山淳史                         | 夢見太一                   | 熊野千尋                                        | 山村俊了 塚本歩 降籏秀吉 [ 161 ] | 髙橋瑞紀                           | 11月15日       |       |       |       |       |       |       |       |       |       |       |       |       |       |       |       |       |       |
| 第十九話   | ルート選択                 | 近藤成一 岡本学 [ 163 ]          | 徳本善信                   | 徳本善信                                        | 今岡大 勝谷遥 重藤聡太 滝吾郎 長谷川圭 山村俊了 [ 162 ]                                                                                            | 齊藤佳子                           | 11月22日       |       |       |       |       |       |       |       |       |       |       |       |       |       |       |       |       |       |
| 第二十話   | 妹侍女の生まれた日         | 近藤成一 岡本学 [ 163 ]          | 重原克也                   | 重原克也                                        | 今岡大 菊池有騎 塚本歩 二宮奈那子 萩尾圭太 長谷川圭 山村俊了 李嘉 [ 164 ]                                                                          | 相音光 髙橋瑞紀 [ 164 ]            | 11月29日       |       |       |       |       |       |       |       |       |       |       |       |       |       |       |       |       |       |
| 第二十一話 | ターニングポイント2        | 近藤成一 岡本学 [ 163 ]          | 髙嶋宏之                   | 髙嶋宏之                                        | 今村亮 勝谷遥 喜友名陽 齊田博之 榊原大河 須川康太 髙嶋宏之 滝吾郎 寺本将梧 長谷川圭 降籏秀吉 長沼智也 野田猛 山内玲奈 吉野彰敏 [ 165 ]             | 齊藤佳子                           | 12月6日        |       |       |       |       |       |       |       |       |       |       |       |       |       |       |       |       |       |
| 第二十二話 | 現実                       | 高山淳史                         | 平野宏樹                   | 羽迫凱                                          | 五十子忍 今岡大 菊池有騎 寺本将梧 山村俊了 吉野彰敏 李嘉 [ 166 ]                                                                                   | 二宮奈那子                         | 12月13日       |       |       |       |       |       |       |       |       |       |       |       |       |       |       |       |       |       |
| 第二十三話 | 目覚め、一歩、             | 中本宗応 理不尽な孫の手 [ 167 ]  | 岡本学                     | 熊野千尋                                        | 今岡大 勝谷遥 川本由記子 滝吾郎 長沼智也 二宮奈那子 萩尾圭太 長谷川圭 降籏秀吉 山村俊了 吉野彰敏 李嘉 [ 167 ]                                      | 齊藤佳子 齊田博之 髙橋瑞紀 [ 167 ] | 12月20日       |       |       |       |       |       |       |       |       |       |       |       |       |       |       |       |       |       |
| 番外編     | エリスのゴブリン討伐       | 近藤成一 岡本学 [ 168 ]          | 片岡史旭 重原克也 [ 168 ]  | 片岡史旭 徳本善信 羽迫凱 [ 168 ]                | 五十子忍 大東百合恵 勝谷遥 川本由記子 菊池有騎 佐藤好 滝吾郎 二宮奈那子 萩尾圭太 山村俊了 吉野彰敏 李嘉 [ 168 ]                                    | 相音光 齊藤佳子 [ 168 ]            | [ 注 14 ]      |       |       |       |       |       |       |       |       |       |       |       |       |       |       |       |       |       |
| 第2期      |                            |                                  |                            |                                                 | |                                    |                |       |       |       |       |       |       |       |       |       |       |       |       |       |       |       |       |       |
| 第零話     | 守護術師フィッツ           | 大野敏哉                         | 平野宏樹 幸博コマヲ 平澤真 | 結付秤人                                        | 田中彩 勝谷遥 二宮奈那子 滝本賢児 彭佩琦 萩尾圭太 哈魯 林夢赟 蓋                                                                                   | 田中彩                             | 2023年 7月3日  |       |       |       |       |       |       |       |       |       |       |       |       |       |       |       |       |       |
| 第一話     | 失意の魔術師               | 大野敏哉                         | 平野宏樹                   | 宇和野歩                                        | 滝本賢児 彭佩琦 二宮奈那子 谷口繁則 齊藤佳子 FEI HUNG 哈魯                                                                                         | 田中彩                             | 7月10日        |       |       |       |       |       |       |       |       |       |       |       |       |       |       |       |       |       |
| 第二話     | 真夜中の森                 | 漆原虹平                         | 新井宣圭                   | 新井宣圭                                        | 吉野彰敏 菊池有騎 佐藤好 降籏秀吉 林夢赟 哈魯 蓋                                                                                                   | 孫弘志                             | 7月17日        |       |       |       |       |       |       |       |       |       |       |       |       |       |       |       |       |       |
| 第三話     | 急接近                     | 高山淳史                         | 大石美絵                   | 辻紗耶佳                                        | 彭佩琦 吉野彰敏 李嘉 谷口繁則 滝本賢児 萩尾圭太 | 田中彩                             | 7月24日        |       |       |       |       |       |       |       |       |       |       |       |       |       |       |       |       |       |
| 第四話     | 推薦状                     | 大野敏哉                         | 河野亜矢子                 | 木村佳嗣                                        | 大田和寛 | -                                  | 7月31日        |       |       |       |       |       |       |       |       |       |       |       |       |       |       |       |       |       |
| 第五話     | ラノア魔法大学             | 漆原虹平                         | 神北小毬                   | 神北小毬                                        | 勝谷遥 萩尾圭太 古川博之 吉野彰敏 佐藤好 哈魯 林夢赟 蓋                                                                                            | 孫弘志                             | 8月7日         |       |       |       |       |       |       |       |       |       |       |       |       |       |       |       |       |       |
| 第六話     | 死にたくない               | 高山淳史                         | 宇和野歩                   | 宇和野歩                                        | 滝本賢児 西田美弥子 山村俊了 Choi So-jeong 水原らくら 林夢赟 徐九 のんの                                                                           | 田中彩                             | 8月14日        |       |       |       |       |       |       |       |       |       |       |       |       |       |       |       |       |       |
| 第七話     | 獣族令嬢拉致監禁事件       | 大野敏哉                         | 渋谷亮介                   | 渋谷亮介                                        | 山﨑匠馬 世良コータ 二宮奈那子 五十子忍 山村俊了                                                                                                   | -                                  | 8月21日        |       |       |       |       |       |       |       |       |       |       |       |       |       |       |       |       |       |
| 第八話     | 絶望の婚約者               | 漆原虹平                         | 伊藤智彦                   | 秋山泰彦                                        | 宮城有輝 李嘉 | -                                  | 8月28日        |       |       |       |       |       |       |       |       |       |       |       |       |       |       |       |       |       |
| 第九話     | 白い仮面                   | 高山淳史                         | 平野宏樹                   | 新谷研人                                        | 彭佩琦 勝谷遥 滝本賢児 藤井茉由 哈魯 林夢赟 蓋 N iii                                                                                               | 田中彩                             | 9月4日         |       |       |       |       |       |       |       |       |       |       |       |       |       |       |       |       |       |
| 第十話     | この気持ち                 | 大野敏哉                         | 平田貴大                   | 平田貴大                                        | 山村俊了 大田和寛 萩尾圭太 彭佩琦 滝本賢児 川本由記子 哈魯 林夢赟 蓋 唐军跃 魏丽娟 李鑫源                                                          | 孫弘志                             | 9月11日        |       |       |       |       |       |       |       |       |       |       |       |       |       |       |       |       |       |
| 第十一話   | あなたへ                   | 高山淳史                         | 神北小毬                   | 辻紗耶佳                                        | 彭佩琦 五十子忍 吉野彰敏 滝本賢児 山村俊了 哈魯 葉瀚文 林夢赟                                                                                      | 田中彩                             | 9月18日        |       |       |       |       |       |       |       |       |       |       |       |       |       |       |       |       |       |
| 第十二話   | 伝えたい                   | 大野敏哉                         | 渋谷亮介                   | 木村佳嗣 高津戸友明                             | 世良コータ 李嘉 山﨑匠馬 山村俊了 宮城有輝 藤井茉由 勝谷遥 萩尾圭太 らいす 哈魯 葉瀚文 林夢赟 N iii TangJunYue WeiLiJuan                           | 孫弘志                             | 9月25日        |       |       |       |       |       |       |       |       |       |       |       |       |       |       |       |       |       |
| 第十三話   | 夢のマイホーム             | 漆原虹平                         | 宇和野歩                   | 水園敬史                                        | 山村俊了 滝本賢児 勝谷遥 泉坂つかさ Choi So-jeong RocciaNobili 楊鋭 陳婷婷 林夢赟 蓋                                                               | 五十子忍                           | 2024年 4月8日  |       |       |       |       |       |       |       |       |       |       |       |       |       |       |       |       |       |
| 第十四話   | 披露宴                     | 高山淳史                         | 伊藤智彦                   | 神戸唯                                          | 大田和寛 嶋田聡史 滝本賢児 富坂真帆 らいす 萩尾圭太 彭佩琦                                                                                         | 孫弘志                             | 4月15日        |       |       |       |       |       |       |       |       |       |       |       |       |       |       |       |       |       |
| 第十五話   | 遥か                       | 大野敏哉                         | 笹木信作                   | 高津戸友明                                      | 滝本賢児 勝谷遥 らいす 金到暎 林夢赟 蓋 楊鋭 王世林 陳婷婷 何振偉 何映潭                                                                           | 孫弘志                             | 4月22日        |       |       |       |       |       |       |       |       |       |       |       |       |       |       |       |       |       |
| 第十六話   | ノルンとアイシャ           | 漆原虹平                         | 伊藤智彦                   | 辻紗耶佳                                        | 勝谷遥 金到暎 佐藤悠己 杉薗真希 世良コータ 萩尾圭太 宮城有輝 RocciaNobili 林夢赟 蓋                                                                | 世良コータ                         | 4月29日        |       |       |       |       |       |       |       |       |       |       |       |       |       |       |       |       |       |
| 第十七話   | 兄貴の気持ち               | 谷内直人                         | 伊藤智彦                   | 神戸唯                                          | 山村俊了 らいす 勝谷遥 川本由記子 降籏秀吉 林夢赟 蓋                                                                                               | 世良コータ                         | 5月6日         |       |       |       |       |       |       |       |       |       |       |       |       |       |       |       |       |       |
| 第十八話   | ターニングポイント3        | 大野敏哉                         | 伊藤智彦                   | 辻紗耶佳                                        | 嶋田聡史 菊池一真 萩尾圭太 杉薗真希 林夢赟 蓋 陳婷婷 王世林 謝佳佳                                                                                 | 五十子忍                           | 5月13日        |       |       |       |       |       |       |       |       |       |       |       |       |       |       |       |       |       |
| 第十九話   | 砂漠の旅                   | 漆原虹平                         | 高津戸友明                 | 高津戸友明                                      | らいす 滝本賢児 宮城有輝 北島勇樹 清水博幸 佐藤悠己 降籏秀吉 奥野倫史 本谷愛 世良コータ 反田誠二 嶋田聡史 何振偉 李玲 蓋 杭州神在動画              | 孫弘志                             | 5月27日        |       |       |       |       |       |       |       |       |       |       |       |       |       |       |       |       |       |
| 第二十話   | 迷宮入り                   | 高山淳史                         | 宇和野歩                   | 長島広季 欠真間雅美                             | 山村俊了 勝谷遥 滝本賢児 清水博幸 萩尾圭太 扇妙子 川本由記子 降籏秀吉 杉薗真希 世良コータ 蓋                                                       | 世良コータ                         | 6月3日         |       |       |       |       |       |       |       |       |       |       |       |       |       |       |       |       |       |
| 第二十一話 | 第六階層の魔法陣           | 高山淳史                         | 西森章 藤井康晶            | 辻紗耶佳 渋谷亮介                               | 勝谷遥 降籏秀吉 山村俊了 滝本賢児 らいす 萩尾圭太 泉坂つかさ 宮城有輝 佐藤悠己 杉薗真希 川本由記子 蓋 杭州神在動画                                 | 世良コータ 孫弘志                  | 6月10日        |       |       |       |       |       |       |       |       |       |       |       |       |       |       |       |       |       |
| 第二十二話 | 親                         | 漆原虹平                         | 白井宏旨                   | 邱家和 秋山泰彦                                 | 大田和寛 泉坂つかさ 世良コータ 嶋田聡史 | 五十子忍                           | 6月17日        |       |       |       |       |       |       |       |       |       |       |       |       |       |       |       |       |       |
| 第二十三話 | 帰ろう                     | 漆原虹平                         | 春水融                     | 折木常悟朗                                      | 泉坂つかさ 嶋田聡史 楊鋭 鄭敏熙 陳婷婷 蔡孟書 日堯 豪D 劉玟萱 李育蓁 吳亭頣 曽品喬                                                                 | 孫弘志                             | 6月24日        |       |       |       |       |       |       |       |       |       |       |       |       |       |       |       |       |       |
| 第二十四話 | 嗣ぐ                       | 谷内直人                         | 大石美絵                   | 高津戸友明 長島広季 渋谷亮介                    | 山村俊了 勝谷遥 滝本賢児 らいす 扇妙子 降籏秀吉 古川良太 泉坂つかさ 孫弘志 杉薗真希 萩尾圭太 世良コータ 鄭敏熙 陳婷婷 章笔人 蓋 周俊杰 王瑞浩 叶昌 | 世良コータ 孫弘志                  | 7月1日         |       |       |       |       |       |       |       |       |       |       |       |       |       |       |       |       |       |

## 放送

### 日本国内
第1期は第1クールが2021年1月から3月まで、第2クールが同年10月から12月までTOKYO MXほかにて放送された。また、dアニメストアとniconicoにて地上波同時配信が行われた。2021年9月27日には第2クール放送に先駆け「『無職転生 〜異世界行ったら本気だす〜』第2クール放送直前スペシャル」が放送された。
第2期放送開始前の2023年4月から6月までBS11とAT-Xにて第1期の再放送が行われた。毎週2話放送され、最終週には第1期のBlu-ray第4巻に収録された番外編「エリスのゴブリン討伐」がテレビ初放送された。
第2期は第1クールが2023年7月から9月までTOKYO MXほかにて放送され、第2クールが2024年4月から7月まで放送された。また、ABEMAとdアニメストアにて地上波同時配信が行われている。
| 放送期間                | 放送時間                     | 放送局     | 対象地域 | 備考                             |
| ----------------------- | ---------------------------- | ---------- | -------- | -------------------------------- |
| 2021年1月11日 - 3月22日 | 月曜 0:00 - 0:30（日曜深夜） | TOKYO MX   | 東京都   |                                  |
|                         |                              | KBS京都    | 京都府   |                                  |
|                         |                              | BS11       | 日本全域 | 製作参加 / BS放送 / 『ANIME+』枠 |
|                         | 月曜 0:30 - 1:00（日曜深夜） | サンテレビ | 兵庫県   |                                  |

| 放送期間                     | 放送時間                     | 放送局      | 対象地域       | 備考                                 |
| ---------------------------- | ---------------------------- | ----------- | -------------- | ------------------------------------ |
| 2021年10月4日 - 12月20日     | 月曜 0:00 - 0:30（日曜深夜） | TOKYO MX    | 東京都         |                                      |
|                              |                              | KBS京都     | 京都府         |                                      |
|                              |                              | BS11        | 日本全域       | 製作参加 / BS放送 / 『ANIME+』枠     |
|                              | 月曜 0:30 - 1:00（日曜深夜） | サンテレビ  | 兵庫県         |                                      |
|                              | 月曜 1:35 - 2:05（日曜深夜） | テレビ愛知  | 愛知県         | 初回は1:50 - 2:20に放送              |
|                              | 月曜 22:00 - 22:30           | AT-X        | 日本全域       | CS放送 / 字幕放送 / リピート放送あり |
| 2021年10月5日 - 12月21日     | 火曜 1:00 - 1:30（月曜深夜） | J:COMテレビ | 日本国内       | 『アニおび』枠                       |
| 2021年12月4日 - 2022年3月5日 | 土曜 1:55 - 2:25（金曜深夜） | 山陰放送    | 鳥取県・島根県 | 『森谷佳奈のアニ物語』枠             |

| 配信開始日                                            | 配信時間                     | 配信サイト |
| ----------------------------------------------------- | ---------------------------- | --- |
| 2021年1月11日（第1クール） 2021年10月4日（第2クール） | 月曜 0:00 - 0:30（日曜深夜） | niconico |
|                                                       | 月曜 0:00（日曜深夜） 更新   | dアニメストア |
| 2021年1月16日（第1クール） 2021年10月9日（第2クール） | 土曜 12:00 更新              | Amazon Prime Video Netflix U-NEXT アニメ放題 FOD Hulu TELASA ひかりTV J:COMオンデマンド バンダイチャンネル GYAO! ABEMA auスマートパスプレミアム milplus Rakuten TV ビデオマーケット あにてれ Google Play TSUTAYA TV HAPPY!動画 PlayStation Video ムービーフルplus DMM.com GYAO!ストア music.jp COCORO VIDEO |

| 放送期間               | 放送時間                     | 放送局     | 対象地域 | 備考                                 |
| ---------------------- | ---------------------------- | ---------- | -------- | ------------------------------------ |
| 2023年7月3日 - 9月25日 | 月曜 0:00 - 0:30（日曜深夜） | TOKYO MX   | 東京都   |                                      |
|                        |                              | BS11       | 日本全域 | 製作参加 / BS放送 / 『ANIME+』枠     |
|                        | 月曜 0:45 - 1:15（日曜深夜） | KBS京都    | 京都府   |                                      |
|                        | 月曜 1:00 - 1:30（日曜深夜） | サンテレビ | 兵庫県   |                                      |
|                        | 月曜 22:00 - 22:30           | AT-X       | 日本全域 | CS放送 / 字幕放送 / リピート放送あり |

| 配信開始日   | 配信時間                    | 配信サイト |
| ------------ | --------------------------- | --- |
| 2023年7月3日 | 月曜 0:00（日曜深夜） 更新  | ABEMA dアニメストア |
| 2023年7月6日 | 木曜 00:00（水曜深夜） 更新 | niconico Amazon Prime Video Netflix U-NEXT アニメ放題 ディズニープラス DMM TV Lemino バンダイチャンネル Hulu J:COMオンデマンドメガパック TELASA auスマートパスプレミアム FOD milplus Google Play HAPPY!動画 ムービーフルplus ビデオマーケット music.jp カンテレドーガ |

| 放送期間              | 放送時間                     | 放送局     | 対象地域 | 備考                                 |
| --------------------- | ---------------------------- | ---------- | -------- | ------------------------------------ |
| 2024年4月8日 - 7月1日 | 月曜 0:00 - 0:30（日曜深夜） | TOKYO MX   | 東京都   |                                      |
|                       |                              | KBS京都    | 京都府   |                                      |
|                       |                              | BS11       | 日本全域 | 製作参加 / BS放送 / 『ANIME+』枠     |
|                       | 月曜 0:30 - 1:00（日曜深夜） | サンテレビ | 兵庫県   |                                      |
|                       | 月曜 22:00 - 22:30           | AT-X       | 日本全域 | CS放送 / 字幕放送 / リピート放送あり |

| 配信開始日    | 配信時間                    | 配信サイト |
| ------------- | --------------------------- | --- |
| 2024年4月8日  | 月曜 0:00（日曜深夜） 更新  | ABEMA dアニメストア |
| 2024年4月11日 | 木曜 00:00（水曜深夜） 更新 | niconico Amazon Prime Video Netflix U-NEXT アニメ放題 ディズニープラス DMM TV Lemino バンダイチャンネル Hulu J:COM STREAM 見放題 TELASA auスマートパスプレミアム FOD milplus Google Play HAPPY!動画 ムービーフルplus ビデオマーケット music.jp カンテレドーガ |

### 日本国外
アメリカ、カナダ、イギリス、アイルランド、メキシコ、ブラジルではファニメーションによって配信され、2021年2月14日からは英語吹き替え版も配信された。2022年3月にファニメーションがCrunchyrollに統合されて以降はCrunchyrollにて配信されている。
本作の東南アジア、および南アジアでのライセンスはMuse Communicationが取得し、Muse Asia公式YouTubeチャンネルにて配信されたほか、東南アジアではiQIYIが本作の配信を行っている。

#### 中国でのトラブル
本作の中国における評価は後述する炎上騒動以前から二極化しており、中国の動画共有サービスbilibiliでは9.2/10の高スコアを獲得した一方、第4話にて描かれた主人公の父親の浮気やそれを許した主人公の行為、そしてそれらが成立するストーリー展開はモラルに反していると一部で批判されていた。
2021年2月1日、中国のトップストリーマーの一人でありアニメレビュアーとしても活躍するレックスバーナーが第4話の内容に対し「私は屑の心理成長にちっとも興味ない」などと発言し、本作品並びに本作品のファンを痛烈に批判した。この発言に触発された同氏のファンはレビューサイトDoubanにて本作へレビュー爆撃を行い、それに対抗するように本作のファンがレックスバーナーのbilibiliアカウントを中国当局やbilibiliの運営に通報するなど、双方のファンが対立する形で騒動が大きくなっていった。
次第に批判の的は本作の配信を行っていたbilibili、及びbilibiliのスポンサー企業へと移っていった。また第4話のシーン以外にも主人公が下着を盗む描写や、未成年の親戚で自慰を行う描写に対しても「女性を軽蔑している」として女性ユーザーを中心に批判が集まった。この批判を受け、ユニ・チャームなどの複数の企業がbilibili動画の旧正月キャンペーンへの広告出稿の取り止めを発表した。
これらの騒動の結果、bilibiliは技術的問題を理由に本作の配信を2月7日付で停止した。また2月8日にはコミュニティルールの違反を理由にレックスバーナーのアカウントを閉鎖し、12月9日には2000万元（日本円で約4億円）の損害賠償請求を行った。

## BD
第1期のBlu-rayは2021年4月から2022年3月にかけて全4巻が発売された。第3巻および第4巻は2021年10月20日より順次発売予定だったが、第1期第2クールの放送延期に伴い発売が延期された。全巻を通して、三方背ケースのイラストは原作小説の表紙・挿絵を手掛けるシロタカが、デジパックのイラストはキャラクターデザインを手掛ける髙橋瑞紀がそれぞれ描き下ろし、原作者・理不尽な孫の手による描き下ろし小説やスタッフ、キャストインタビューを収録した特製ブックレットが付属した。また第1巻と第3巻にはそれぞれ「オリジナル・サウンドトラック 1 特別編集版」、「オリジナル・サウンドトラック 2 特別編集版」が、第4巻には映像特典として番外編「エリスのゴブリン討伐」が収録された。
第2期のBlu-rayは2023年10月から2024年9月にかけて全4巻が発売された。全巻を通して、三方背ケースのイラストは原作小説の表紙・挿絵を手掛けるシロタカが、デジパックのイラストはキャラクターデザインを手掛ける嶋田真恵がそれぞれ描き下ろし、第1期と同様の構成の特製ブックレットが付属した。また第1巻と第3巻にはそれぞれ「オリジナル・サウンドトラック 1 特別編集版」、「オリジナル・サウンドトラック 2 特別編集版」が収録された。
| 巻 | 発売日        | 収録話                  | 規格品番   | 出典    |
| -- | ------------- | ----------------------- | ---------- | ------- |
| 1  | 2021年4月21日 | 第1話 - 第5話           | TBR-31094D | [ 194 ] |
| 2  | 2021年6月23日 | 第6話 - 第11話          | TBR-31095D | [ 194 ] |
| 3  | 2022年1月19日 | 第12話 - 第17話         | TBR-31096D | [ 194 ] |
| 4  | 2022年3月16日 | 第18話 - 第23話、番外編 | TBR-31097D | [ 194 ] |

| 巻 | 発売日         | 収録話          | 規格品番   | 出典    |
| -- | -------------- | --------------- | ---------- | ------- |
| 1  | 2023年10月18日 | 第0話 - 第5話   | TBR-33225D | [ 194 ] |
| 2  | 2023年12月20日 | 第6話 - 第12話  | TBR-33226D | [ 194 ] |
| 3  | 2024年7月17日  | 第13話 - 第18話 | TBR-33253D | [ 194 ] |
| 4  | 2024年9月18日  | 第19話 - 第24話 | TBR-33254D | [ 194 ] |

| 巻 | スタッフインタビュー | キャストインタビュー | 理不尽な孫の手書き下ろし小説       | 出典    |
| -- | -------------------- | -------------------- | ---------------------------------- | ------- |
| 1  | 大澤信博             | 内山夕実 小原好美    | ブエナ村駐在騎士の一日             | [ 190 ] |
| 2  | 理不尽な孫の手       | 内山夕実 茅野愛衣    | フィットア領城塞都市ロア町長の問題 | [ 195 ] |
| 3  | 藤澤慶昌             | 内山夕実 加隈亜衣    | 彼の槍は少し短い                   | [ 191 ] |
| 4  | 岡本学               | 内山夕実 杉田智和    | お前騙されてるんじゃねえの？       | [ 196 ] |

| 巻 | スタッフインタビュー | キャストインタビュー | 理不尽な孫の手書き下ろし小説 | 出典    |
| -- | -------------------- | -------------------- | ---------------------------- | ------- |
| 1  | 大野敏哉             | 内山夕実 杉田智和    | 狂犬がきた                   | [ 197 ] |
| 2  | 嶋田真恵 齊藤佳子    | 内山夕実 茅野愛衣    | 夏の課外授業                 | [ 198 ] |
| 3  | 三宅昌和 頓所信二    | 内山夕実 若山詩音    | 旅の思い出                   | [ 199 ] |
| 4  | 渋谷亮介             | 内山夕実 森川智之    | ノルン、生徒会に行く         | [ 200 ] |

| 巻 | 初週売上枚数 （オリコン調べ） | 週間Blu-rayランキング （同調べ） | 出典    |
| -- | ----------------------------- | -------------------------------- | ------- |
| 1  | 4,384                         | 12位                             | [ 201 ] |
| 2  | 4,053                         | 16位                             | [ 202 ] |
| 3  | 4,843                         | 4位                              | [ 203 ] |
| 4  | 5,101                         | 4位                              | [ 204 ] |

| 巻 | 初週売上枚数 （オリコン調べ） | 週間Blu-rayランキング （同調べ） | 出典    |
| -- | ----------------------------- | -------------------------------- | ------- |
| 1  | 2,866                         | 5位                              | [ 205 ] |
| 2  | 2,979                         | 26位                             | [ 206 ] |
| 3  | 3,091                         | 6位                              | [ 207 ] |
| 4  | 3,063                         | 11位                             | [ 208 ] |

日本国外では、Crunchyrollが2022年12月から2023年3月にかけてアメリカ向けに、Crunchyroll UKが2022年12月22日にイギリス向けに、Madman Animeが2022年12月26日にオーストラリア向けにそれぞれ発売した。いずれも全2巻で、第1巻には第1期第1クールが、第2巻には第1期第2クールが収録された。

## CD

### サウンドトラック
『無職転生 〜異世界行ったら本気だす〜』 オリジナル・サウンドトラック
2021年4月21日、配信限定で発売。第1期第1クールの楽曲を収録。
『無職転生 〜異世界行ったら本気だす〜』 オリジナル・サウンドトラック2
2022年1月19日、配信限定で発売。第1期第2クールの楽曲を収録。
『無職転生 〜異世界行ったら本気だす〜』 第2期 オリジナル・サウンドトラック
2023年9月25日、配信限定で発売。第2期第1クールの楽曲を収録。
『無職転生 〜異世界行ったら本気だす〜』 第2期 オリジナル・サウンドトラック2
2024年7月2日、配信限定で発売。第2期第2クールの楽曲を収録。

### テーマソング
『無職転生 ～異世界行ったら本気だす～』Theme Song Collection
大原ゆい子によるアルバム。2021年12月22日、TOHO animation RECORDSより発売。品番はTHCA-60269。第1期のオープニングテーマ6曲とエンディングテーマ2曲が収録された。音楽配信サイトmoraの「2022年間ダウンロードランキング」のアニメ部門において本作が27位を獲得した。また、オリコンの週間アルバムランキングにおいて本作は34位を獲得した。
『無職転生II ～異世界行ったら本気だす～』Ending Theme Song Collection
大原ゆい子、茅野愛衣、若山詩音。2024年9月18日、TOHO animation RECORDSより発売。品番はTHCA-60295。第2期のエンディングテーマ6曲が収録された。

## 関連書籍
『アニメ 無職転生 〜異世界行ったら本気だす〜 完全設定資料集』
MFブックス編集部編集、KADOKAWA発行、2022年4月25日発売、ISBN 978-4-04-680991-9
第1期の各話あらすじやキャラクターデザインをはじめとした設定資料、原作の理不尽な孫の手とキャラクターデザイン原案のシロタカへのインタビュー、理不尽な孫の手による書き下ろし小説『古墓』などが収録された。
『無職転生 〜異世界行ったら本気出す〜 ティザーPV原画集』
スタジオバインド企画・構成、2022年12月30日発売
第1期のティザーPVの絵コンテ、原画が収録された。コミックマーケット101のスタジオバインドブースにて先行発売されたのち、2023年3月31日よりスタジオバインドのオンラインショップにて「無職転生 〜異世界行ったら本気出す〜 ED1原画集」とセットで発売された。
『無職転生 〜異世界行ったら本気出す〜 ED1原画集』
スタジオバインド企画・構成、2022年12月30日発売
第1期第1クールのエンディングアニメーションの原画が収録された。コミックマーケット101のスタジオバインドブースにて先行発売されたのち、2023年3月31日よりスタジオバインドのオンラインショップにて「無職転生 〜異世界行ったら本気出す〜 ティザーPV原画集」とセットで発売された。

## Web企画

### Web動画
特記のない限り、すべてTOHO animation公式YouTubeチャンネルにて公開。
2019年10月18日、本作のティザーPVが公開された。絵コンテ・演出は藤井慎吾。本作初のアニメ映像であり、スタジオバインドが初めて世に送り出した映像作品である。原作者の理不尽な孫の手は本PVを見た感想を「『映画かな？』って思いましたね」と語っている。本PVの絵コンテおよび原画を収録した「無職転生 〜異世界行ったら本気だす〜 ティザーPV原画集」がスタジオバインドより発売された。
2020年7月8日、第1期のPV第2弾が公開された。本PVにてメインキャラクターのボイスが初披露された。
2020年12月18日、第1期のPV第3弾が公開された。本PVにて大原ゆい子によるオープニングテーマ『旅人の唄』が初披露された。
2021年3月4日、第1期のPV第4弾『転移〜魔大陸』が公開された。舞台が魔大陸へと移る第1期第9話『邂逅』に向けた内容になっている。
2021年8月31日、第1期第2クールのPV第1弾が公開された。ルーデウス、エリス、ルイジェルドによるパーティ「デッドエンド」の旅の様子などが描かれている。
2021年9月20日、第1期第2クールのPV第2弾が公開された。本PVにて大原ゆい子による第1期14話以降のオープニングテーマ『継承の唄』が初披露された。
2021年12月1日、第1期第21話『ターニングポイント2』に向けたPVが公開された。ルーデウス、エリス、ルイジェルドらがオルステッドと対峙する様子が描かれている。
2022年7月4日、第2期のティザーPVがAnime Expo 2022にて上映された後、TOHO animation公式YouTubeチャンネルにてプレミア公開された。絵コンテ・演出は平野宏樹。ナレーションは前世の男役の杉田智和が務めた。このPVは国内外で大きく注目を浴び、公開から2日でYouTubeでの再生回数が100万回再生を突破した。
2023年3月26日、第2期のティザーPV第2弾が公開された。AnimeJapan 2023のGREENステージで行われた本作のスペシャルステージにて披露された。
2023年5月26日、第2期の本PVが公開された。本PVにてLONGMANによるオープニングテーマ『spiral』、および大原ゆい子によるエンディングテーマ『ムスビメ』が初披露された。
2024年2月3日、第2期第2クールのPVが公開された。同日に行われた本作の単独イベント「『無職転生』スペシャルイベント 〜立川行っても本気だす〜」にて披露された。ルーデウスとシルフィの出会いから結婚までの軌跡や、第2期第2クールにて再登場するノルンとアイシャが描かれている。
2024年3月23日、第2期第2クールの本PVがAnimeJapan 2024の「AJ2024でも本気だすステージ」にて公開された。シルフィとの結婚生活などが描かれ、大原ゆい子によるエンディングテーマ『守りたいもの』が初披露された。
2024年5月13日、第2期第2クール『転移迷宮編』のPVが公開された。
2025年7月6日、第3期のティザーPVがAnime Expo 2025内のクランチロールが主催するパネルディスカッションにて披露された後、TOHO animation公式YouTubeチャンネルにてプレミア公開された。絵コンテ・演出は渋谷亮介。このPVは公開から9時間弱でYouTubeでの再生回数が100万回を突破した

### Web次回予告
第1期の次回予告は2021年1月8日より、毎週金曜に番組公式ホームページ、番組公式ツイッター、およびTOHO animation公式YouTubeチャンネルにて配信された。また第2期の次回予告は2023年6月30日より、第1期と同じプラットフォームにて配信された。本編に次回予告は含まれておらずテレビでの放送も行われなかったため、インターネット上でのみ視聴することが出来る。
ナレーションテキストは原作者である理不尽な孫の手が担当した。
| 話数   | 担当声優 | 担当キャラクター               | 配信日         | 脚注    |
| 第1期  | 第1期    | 第1期                          | 第1期          | 第1期   |
| ------ | -------- | ------------------------------ | -------------- | ------- |
| 第1話  | 杉田智和 | 前世の男                       | 2021年 1月8日  | [ 238 ] |
| 第2話  | 杉田智和 | 前世の男                       | 1月15日        | [ 239 ] |
| 第3話  | 杉田智和 | 前世の男                       | 1月22日        | [ 240 ] |
| 第4話  | 茅野愛衣 | シルフィエット                 | 1月29日        | [ 241 ] |
| 第5話  | 杉田智和 | 前世の男                       | 2月5日         | [ 242 ] |
| 第6話  | 杉田智和 | 前世の男                       | 2月12日        | [ 243 ] |
| 第7話  | 杉田智和 | 前世の男                       | 2月19日        | [ 244 ] |
| 第8話  | 加隈亜衣 | エリス・ボレアス・グレイラット | 2月26日        | [ 245 ] |
| 第9話  | 杉田智和 | 前世の男                       | 3月5日         | [ 246 ] |
| 第10話 | 杉田智和 | 前世の男                       | 3月12日        | [ 247 ] |
| 第11話 | 杉田智和 | 前世の男                       | 3月19日        | [ 248 ] |
| 第12話 | 浪川大輔 | ルイジェルド・スペルディア     | 9月27日        | [ 249 ] |
| 第13話 | 小原好美 | ロキシー・ミグルデイア         | 10月8日        | [ 250 ] |
| 第14話 | 杉田智和 | 前世の男                       | 10月15日       | [ 251 ] |
| 第15話 | 杉田智和 | 前世の男                       | 10月22日       | [ 252 ] |
| 第16話 | 杉田智和 | 前世の男                       | 10月29日       | [ 253 ] |
| 第17話 | 森川智之 | パウロ・グレイラット           | 11月5日        | [ 254 ] |
| 第18話 | 杉田智和 | 前世の男                       | 11月12日       | [ 255 ] |
| 第19話 | 杉田智和 | 前世の男                       | 11月19日       | [ 256 ] |
| 第20話 | 杉田智和 | 前世の男                       | 11月26日       | [ 257 ] |
| 第21話 | Lynn     | リーリャ・グレイラット         | 12月3日        | [ 258 ] |
| 第22話 | 杉田智和 | 前世の男                       | 12月10日       | [ 259 ] |
| 第23話 | 加隈亜衣 | エリス・ボレアス・グレイラット | 12月17日       | [ 260 ] |
| 番外編 | 内山夕実 | ルーデウス・グレイラット       | 2022年 3月2日  | [ 261 ] |
| 第2期  |          |                                |                |         |
| 第0話  | 茅野愛衣 | フィッツ                       | 2023年 6月30日 | [ 237 ] |
| 第1話  | 杉田智和 | 前世の男                       | 7月7日         | [ 262 ] |
| 第2話  | 杉田智和 | 前世の男                       | 7月14日        | [ 263 ] |
| 第3話  | 鳥海浩輔 | ゾルダート・ヘッケラー         | 7月21日        | [ 264 ] |
| 第4話  | 杉田智和 | 前世の男                       | 7月28日        | [ 265 ] |
| 第5話  | 杉田智和 | 前世の男                       | 8月4日         | [ 266 ] |
| 第6話  | 杉田智和 | 前世の男                       | 8月11日        | [ 267 ] |
| 第7話  | 杉田智和 | 前世の男                       | 8月18日        | [ 268 ] |
| 第8話  | 杉田智和 | 前世の男                       | 8月25日        | [ 269 ] |
| 第9話  | 杉田智和 | 前世の男                       | 9月1日         | [ 270 ] |
| 第10話 | 杉田智和 | 前世の男                       | 9月8日         | [ 271 ] |
| 第11話 | 茅野愛衣 | フィッツ                       | 9月15日        | [ 272 ] |
| 第12話 | 茅野愛衣 | シルフィエット                 | 9月22日        | [ 273 ] |
| 第13話 | 杉田智和 | 前世の男                       | 2024年 4月5日  | [ 274 ] |
| 第14話 | 杉田智和 | 前世の男                       | 4月12日        | [ 275 ] |
| 第15話 | 杉田智和 | 前世の男                       | 4月19日        | [ 276 ] |
| 第16話 | 高田憂希 | アイシャ・グレイラット         | 4月26日        | [ 277 ] |
| 第17話 | 会沢紗弥 | ノルン・グレイラット           | 5月3日         | [ 278 ] |
| 第18話 | 杉田智和 | 前世の男                       | 5月10日        | [ 279 ] |
| 第19話 | 杉田智和 | 前世の男                       | 5月24日        | [ 280 ] |
| 第20話 | 森川智之 | パウロ・グレイラット           | 5月31日        | [ 281 ] |
| 第21話 | 杉田智和 | 前世の男                       | 6月7日         | [ 282 ] |
| 第22話 | 森川智之 | パウロ・グレイラット           | 6月14日        | [ 283 ] |
| 第23話 | 小原好美 | ロキシー・ミグルディア         | 6月21日        | [ 284 ] |
| 第24話 | 杉田智和 | 前世の男                       | 6月28日        | [ 285 ] |

### Webラジオ
Webラジオ『無職転生 心の声ラジオ』が2021年1月4日から12月20日にかけてYouTube TOHO animationチャンネルにて配信された。全25回。パーソナリティは前世の男役の杉田智和が務めた。
第2期放送に合わせ、2023年6月26日から2024年7月8日にかけて『無職転生II 心の声ラジオ』が配信された。全28回。パーソナリティは引き続き杉田智和が務めた。

#### ゲスト
無職転生 心の声ラジオ
- 第24回、第25回 - 内山夕実（ルーデウス・グレイラット役）

無職転生II 心の声ラジオ
- 第2回、第3回、第28回 - 内山夕実（ルーデウス・グレイラット役）
- 第4回、第5回 - 鳥海浩輔（ゾルダート・ヘッケラー役）
- 第10回、第11回 - 鶴岡聡（ザノバ・シーローン役）
- 第14回 - 茅野愛衣（シルフィエット役）
- 第17回、第18日 - 逢坂良太（クリフ・グリモル役）

#### コーナー
お前の本気を見せてみろ
人知れず本気を出していることを紹介するコーナー。
異世界スキル自慢
現世ではそれほど役に立たないが、異世界なら役に立つかもしれない特技を紹介するコーナー。
前世の男の達観
達観した考えの持ち主である前世の男に相談したいことを募るコーナー。
俺の最強パーティー
魔大陸にその名を轟かせるような冒険者パーティーを募るコーナー。
私の泥沼エピソード
第2期序盤でのルーデウスのように失意の底に沈んだ経験などを募るコーナー。
魔法大学○○サークル
魔法大学にあったら入りたいと思うサークルを募るコーナー。

## 特番・特集

### 特番
来年から本気出す準備する特番
配信日：2020年10月10日
TOHO animation公式YouTubeチャンネルにて配信。本作初のWeb特番。この配信にてルイジェルド役を浪川大輔が務めること、スマートフォンゲーム『無職転生 ゲームになっても本気出す』が制作中であることが発表された。
出演者
- 内山夕実（ルーデウス・グレイラット役）
- 小原好美（ロキシー・ミグルディア役）
- 茅野愛衣（シルフィエット役）
- 加隈亜衣（エリス・ボレアス・グレイラット役）
- 浪川大輔（ルイジェルド・スペルディア役）

「無職転生」新情報解禁特番
配信日：2020年12月6日
TOHO animation公式YouTubeチャンネルにて配信。この配信にて杉田智和が前世の男役を務めることが発表され、サプライズゲストとして登場した。
出演者
- 内山夕実（ルーデウス・グレイラット役）
- 小原好美（ロキシー・ミグルデイア役）
- 杉田智和（前世の男役）

TVアニメ『無職転生 〜異世界行ったら本気だす〜』放送直前に本気だす特番 & 第1話・第2話完成披露先行配信
配信日：2020年12月27日
TOHO animation公式YouTubeチャンネル、dアニメストア、ニコニコ生放送にて配信。この放送にて第1期が分割2クールで放送されることが発表されたほか、キャストによる生アフレコが披露された。番組の後半では第1期第1話、第2話が先行配信された。司会は本作の宣伝プロデューサーを務めた下山亮が担当した。
出演者
- 内山夕実（ルーデウス・グレイラット役）
- 小原好美（ロキシー・ミグルデイア役）
- 茅野愛衣（シルフィエット役）
- 加隈亜衣（エリス・ボレアス・グレイラット役）
- 杉田智和（前世の男役）

無職転生 〜生特番でも本気出したい〜
配信日：2021年2月7日、3月7日、6月27日、11月13日、12月4日
TOHO animation公式YouTubeチャンネル、ニコニコ生放送にて配信。全5回。ニコニコ生配信のみ配信終了後15分間「ニコ生プレミアム会員限定パート」が配信された。vol.5では第1期のテーマソングプロデュース・歌唱を務めた大原ゆい子がスタジオライブを披露した。司会は「宣の声」に扮する下山亮が務めた。
vol.1出演者
- 内山夕実（ルーデウス・グレイラット役）
- 小原好美（ロキシー・ミグルデイア役）
- 茅野愛衣（シルフィエット役）

vol.2出演者
- 内山夕実（ルーデウス・グレイラット役）
- 小原好美（ロキシー・ミグルデイア役）
- 加隈亜衣（エリス・ボレアス・グレイラット役）

vol.3出演者
- 内山夕実（ルーデウス・グレイラット役）
- 加隈亜衣（エリス・ボレアス・グレイラット役）
- 浪川大輔（ルイジェルド・スペルディア役）

vol.4出演者
- 内山夕実（ルーデウス・グレイラット役）
- 加隈亜衣（エリス・ボレアス・グレイラット役）
- 森川智之（パウロ・グレイラット役）
- 大澤信博（チーフプロデューサー）

vol.5出演者
- 内山夕実（ルーデウス・グレイラット役）
- 加隈亜衣（エリス・ボレアス・グレイラット役）
- 大原ゆい子（第1期テーマソングプロデュース・歌唱）

『無職転生 〜異世界行ったら本気だす〜』第2クール放送直前スペシャル
放送・配信日：2021年9月27日
TOKYO MX、BS11にて放送された後、TOHO animation公式YouTubeチャンネルにて配信された。キャストによる第1期第1クールの振り返りや、放送を1週間後に控えた第1期第2クールのPRが行われた。ナレーションは杉田智和が務めた。
出演者
- 内山夕実（ルーデウス・グレイラット役）
- 小原好美（ロキシー・ミグルデイア役）
- 加隈亜衣（エリス・ボレアス・グレイラット役）
- 井口裕香（キシリカ・キシリス役）

『無職転生II 〜異世界行ったら本気だす〜』ラノア魔法大学入学直前特番
配信日：2023年8月6日
ABEMAアニメチャンネルにて配信。第2期第4話までの振り返りや、第2期第5話以降に描かれる「ラノア魔法大学編」のPRなどが行われ、番組終盤にはフィッツ役の茅野愛衣がサプライズで登場した。司会は天津向が務めた。
出演者
- 内山夕実（ルーデウス・グレイラット役）
- 上田麗奈（アリエル・アネモイ・アスラ役）
- 田中美海（プルセナ・アドルディア役）
- 茅野愛衣（フィッツ役）

『無職転生II 〜異世界行ったら本気だす〜』ラノア魔法大学キャンパスライフ中間報告
配信日：2023年9月10日
ABEMAアニメLIVEチャンネルにて配信。第2期第5話から第9話までの振り返りなどが行われた。司会は天津向が務めた。
出演者
- 内山夕実（ルーデウス・グレイラット役）
- 茅野愛衣（フィッツ役）
- ファイルーズあい（リニアーナ・デドルディア役）
- 若山詩音（ナナホシ役）

『無職転生II』 〜近況報告でも本気だす〜
配信日：2023年12月20日
同日に発売された第2期のBlu-ray第2巻を記念し、TOHO animation公式YouTubeチャンネルにて配信された。この配信にて第2期第2クールのティザービジュアルが解禁されたほか、本作初の単独イベント「『無職転生』スペシャルイベント 〜立川行っても本気だす〜」の開催が発表された。
出演者
- 内山夕実（ルーデウス・グレイラット役）
- 茅野愛衣（シルフィエット役）

無職転生Ⅱ ～異世界行ったら本気だす～ 【転移迷宮編】直前スペシャル
放送・配信日：2024年5月20日
TOKYO MX、BS11にて放送されたほか、ABEMAとdアニメストアにて地上波同時配信が行われた。キャストによる「新婚編」の振り返りと、「転移迷宮編」の紹介が行われた。
出演者
- 内山夕実（ルーデウス・グレイラット役）
- 茅野愛衣（シルフィエット・グレイラット役）
- 小原好美（ロキシー・ミグルデイア役）
- 会沢紗弥（ノルン・グレイラット役）
- 高田憂希（アイシャ・グレイラット役）

無職転生Ⅱ ～異世界行ったら本気だす～ 放送終了後も本気出す特番
配信日：2024年7月14日
ABEMA異世界・ファンタジーチャンネルにて配信された。キャストによる「新婚編」と「転移迷宮編」の振り返りが行われた。司会は森遥香が務めた。
出演者
- 内山夕実（ルーデウス・グレイラット役）
- 茅野愛衣（シルフィエット・グレイラット役）
- 会沢紗弥（ノルン・グレイラット役）
- 高田憂希（アイシャ・グレイラット役）
- 小原好美（ロキシー・ミグルデイア役）
- 森川智之（パウロ・グレイラット役）

### 特集
本作が特集された番組を以下に列挙する。
2023年8月27日にABEMAアニメLIVEチャンネル3にて配信された特番『MFブックス創刊10周年記念番組 〜夏の異世界ファンタジー祭り〜』にて本作の特別企画が放送された。第1期を含めた第2期第7話まで内容を年表やVTRなどで振り返ったほか、本作の外伝『無職転生 〜蛇足編〜』の第2巻の発売が告知された。本作からは内山夕実（ルーデウス・グレイラット役）、茅野愛衣（フィッツ役）が出演した。
2023年8月28日にNHK総合にて放送された特番『今夜はとことん異世界スペシャル』にて本作が特集された。『転生したらスライムだった件』、『盾の勇者の成り上がり』とともに本作の第1期第1話が放送されたほか、原作者等による座談会などが放送された。
2023年9月12日にNHKラジオ第1にて放送された『アニメ・ステラー』の第65回にて本作が特集され、内山夕実が出演した。
2023年9月14日にABEMAアニメチャンネルにて放送された『声優と夜あそび 木【浪川大輔×花江夏樹】』の第18回にて本作が特集され、杉田智和（前世の男役）が出演した。本作ではルイジェルド・スペルディア役としても出演している浪川大輔とともに本作をPRしたほか、コラボ企画「○○だったら本気だす！」が実施された。

## イベント
2021年3月7日、ところざわサクラタウンで行われた配信イベント「KADOKAWA ライトノベルEXPO 2020」にて本作のステージイベント「『無職転生 〜異世界行ったら本気だす〜』ライトノベルEXPO2020でも本気だす」が開催された。内山夕実（ルーデウス・グレイラット役）、加隈亜衣（エリス・ボレアス・グレイラット役）、大原ゆい子（第1期テーマソングプロデュース・歌唱）が登壇した。キャストによる第1期第1話から第8話までの振り返りや、大原ゆい子によるステージライブが行われ、『旅人の唄』、『オンリー』の2曲が披露された。
2021年3月28日、オンラインで行われた「AnimeJapan2021」にて本作のステージイベント「『無職転生 〜異世界行ったら本気だす〜』AJでも本気だすステージ」が開催された。内山夕実、加隈亜衣、小原好美（ロキシー・ミグルディア役）、茅野愛衣（シルフィエット役）、杉田智和（前世の男役）が登壇した。
2022年3月6日、TOHOシネマズ日比谷にて番外編『エリスのゴブリン討伐』の先行上映が行われ、内山夕実、加隈亜衣、杉田智和、浪川大輔（ルイジェルド・スペルディア役）が舞台挨拶に登壇した。舞台挨拶の模様はTOHO animation公式YouTubeチャンネルにて生中継された。本イベントにて第2期の制作決定が発表され、この時のことをのちに内山は「第2期発表時点では私がルーデウスを演じると決まっていませんでした。なので制作発表の時は、私の続投に期待を持たせられなかったし、『別の方になるのかな？』と憶測を呼ぶのも避けたかったので、色々な意味でドキドキしていました。」と回想している。
2022年12月10日、TOHO animationの設立10周年を記念した企画「TOHO animation THEATER FES」の一つとして「『無職転生 〜異世界行ったら本気だす〜』ファンが選ぶ第1期神回上映イベント」がTOHOシネマズ六本木ヒルズとTOHOシネマズなんばにて開催された。11月9日から同月20日まで行われたアンケートの結果、第2話、第16話、第17話、第21話、第23話が上映され、内山夕実と杉田智和による舞台挨拶も行われた。舞台挨拶の模様はTOHO animation公式YouTubeチャンネルにて生中継された。このイベントにて第2期ティザービジュアルが披露され、内山夕実の続投が発表された。
2023年3月26日、東京ビッグサイトにて行われた「AnimeJapan2023」にて本作のステージイベントが開催され、内山夕実、茅野愛衣、杉田智和が登壇した。このイベントにて監督を始めとしたメインスタッフの変更が発表され、第2期のティザーPV第2弾が披露された。
2023年6月25日、TOHOシネマズ日比谷にて第2期第0話、第1話の先行上映が行われ、内山夕実、茅野愛衣、杉田智和、白石晴香（サラ役）が舞台挨拶に登壇した。舞台挨拶の模様はTOHO animation公式YouTubeチャンネル、ABEMAにて生中継された。
2023年11月25日、サンテック・シンガポール国際会議展示場にて行われた「Anime Festival Asia Singapore 2023」にて本作のステージイベントが開催され、内山夕実と茅野愛衣が出演した。本作としては初めての日本国外のイベントへの参加となり、内山と茅野による生アフレコが披露された。
2024年2月3日、TACHIKAWA STAGE GARDENにて本作初の単独イベント「『無職転生』スペシャルイベント 〜立川行っても本気だす〜」が開催された。出演者は内山夕実、杉田智和、小原好美、茅野愛衣、加隈亜衣、鶴岡聡（ザノバ・シーローン役）、逢坂良太（クリフ・グリモル役）、大原ゆい子。大原ゆい子によるライブや、理不尽な孫の手がシナリオを描き下ろした朗読劇などが行われ、描き下ろしイラストを使用したグッズも販売された。
2024年3月23日、東京ビッグサイトにて行われた「AnimeJapan2024」にて本作のステージイベントが開催され、内山夕実、茅野愛衣、杉田智和、会沢紗弥（ノルン・グレイラット役）、高田憂希（アイシャ・グレイラット役）、大原ゆい子が登壇した。イベントの終盤には大原が『守りたいもの』を披露した。また、TOHO animationブースでも本作コーナーが設置され、ロキシーのパンツが飾られた祭壇や過去に発売されたロキシーのフィギュアなどが展示された。
2024年3月30日、新宿バルト9にて第2期第13話、第14話の先行上映が行われ、杉田智和、鶴岡聡、逢坂良太が舞台挨拶に登壇した。本編の上映前に行われた舞台挨拶の模様はABEMAにて生中継、上映後に行われたアフタートークの模様は4月21日に同じくABEMAにて放送された。
2024年7月25日から29日にかけて台北世界貿易中心で行われた「第23回漫画博覧会」に本作が出展し、27日と28日には内山夕実と茅野愛衣が登壇するステージイベントも開催された。

## ショップ
2021年4月24日から同年6月29日にかけて、成田国際空港第2旅客ターミナル内の「成田アニメデッキ」にて本作のポップアップイベントが開催された。キャビンアテンダントに扮したキャラクターのグッズの販売や、キャラクターに因んだコラボメニューの提供、第1期第1クールの台本の展示などが行われた。
2021年10月14日から同年11月7日にかけて、池袋のカフェ「GraffArt CAFE」にて本作のコラボカフェが開催された。書き下ろしイラストを使用したグッズやコラボドリンクが発売された。
2021年10月23日から同年12月19日にかけて、ジーストアの秋葉原店、大阪店、名古屋店にて本作のポップアップショップが順次開催された。描き下ろしイラストを使用したグッズの販売や第1期の設定資料の展示などが行われた。
2023年8月4日から同年9月24日にかけて、本作のポップアップストアが新宿マルイメンとなんばマルイにて順次開催された。水着姿に扮したメインキャラクターの描き下ろしイラストを使用したグッズの販売などが行われた。
2023年10月11日から同年10月31日にかけて、池袋のカフェ「SWEETS STAND Cell」にて本作、および本作の主題歌を歌唱したLONGMAN、大原ゆい子とのコラボレーション企画が行われた。アクリルキーホルダー付きの限定ドリンクの販売などが行われた。